# John Churchill (1r duc de Marlborough)
John Churchill (Ashe House, Devon, 26 de maig de 1650 – Windsor Lodge, 16 de juny de 1722) va ser un militar i estadista anglès, 1r Duc de Marlborough, Príncep de Mindelheim, cavaller de l'Orde de la Lligacama i membre del Consell Privat del Regne Unit, la carrera del qual s'estengué sota cinc monarques a cavall dels segles xvii i xviii.
Va entrar a la cort de Jaume, Duc de York el 1665 a baix de tot de la jerarquia com a patge. A poc a poc va ascendir militar i políticament gràcies al seu valor militar i a les seves habilitats diplomàtiques. El paper de Churchill en la derrota de la Rebel·lió Monmouth el 1685 ajudà a assegurar Jaume al tron, tot i que tres anys després abandonaria al seu patró catòlic pel neerlandès protestant Guillem d'Orange. Honorat pels seus serveis a la coronació de Guillem amb el Ducat de Marlborough, serví distingidament a la Guerra dels Nou Anys, però els canvis persistents del jacobitisme el van fer caure del seu lloc i va ser empresonat a la Torre de Londres. No va ser fins a l'ascensió al tron de la Reina Anna el 1702 que Marlborough no assolí el zenit del seu poder i assegurà la seva fama i fortuna.
El seu casament amb la temperamental Sarah Jennings (amiga íntima d'Anna) assegurà la seva puixança, primer com a Capità General de les forces britàniques, i després amb un ducat. Va esdevenir de facto el líder de les forces aliades durant la Guerra de Successió Espanyola i les seves victòries als camps de Blenheim (1704), Ramillies (1706), Oudenaarde (1708) i Malplaquet (1709) van assegurar el seu lloc a la història com un dels grans generals europeus. Però la tempestuosa relació de la seva dona amb la Reina, i el seu posterior allunyament de la cort van ser cabdals en la seva caiguda. Amb el menyspreu d'Anna, i pres entre les faccions Tory i Whig, Marlborough, que havia portat glòria i èxit al regnat d'Anna, va ser allunyat del poder i marxà a un autoimposat exili. Tornà a Anglaterra sota la influència de la Casa de Hannover amb l'ascens al tron de Jordi I el 1714, però després d'una sèrie d'infarts la seva salut es deteriorà gradualment i va morir el 16 de juny de 1722 a Windsor Lodge.
La insaciable ambició de Marlborough el propulsà de la foscor a l'absoluta preeminència als afers britànics i europeus, va esdevenir el súbdit més ric d'Anna. Les connexions de la seva família el van fer present a l'entramat de la política europea. La seva germana Arabella va ser l'amant de Jaume II, i el seu fill, el Duc de Berwick, va emergir com un dels majors mariscals de Lluis XIV. Al llarg de deu campanyes consecutives durant la Guerra de Successió Espanyola, Marlborough va mantenir unida una coalició discordant mitjançant la seva força de personalitat i va elevar les forces britàniques a un nivell no vist des de l'edat mitjana. Tot i que al final no va poder aconseguir la capitulació de tots els seus enemics, les seves victòries van permetre que la Gran Bretanya emergís des de la perifèria a l'estatus de gran potència, el que va assegurar la creixent prosperitat del país durant el segle xviii.

## Jovinesa (1650-78)

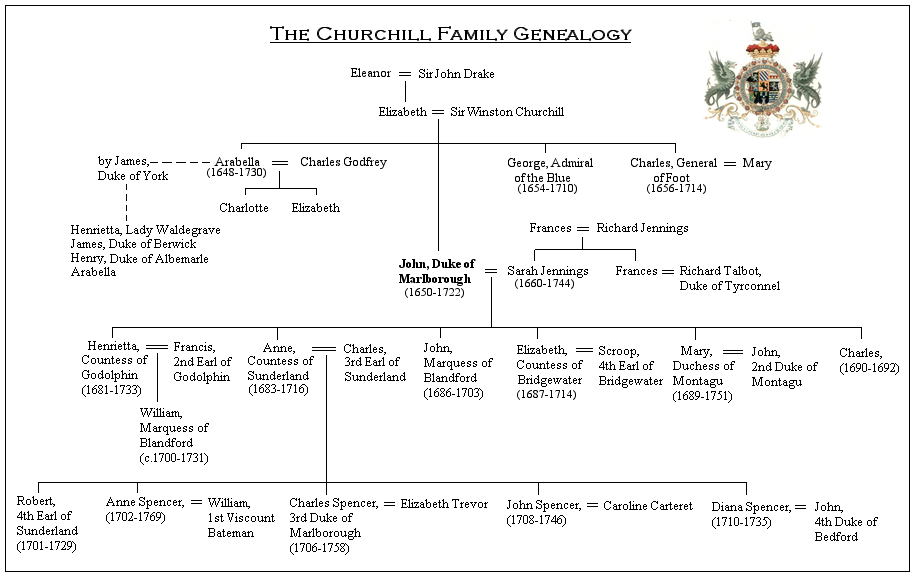
Genealogia i escut d'armes del Duc de Marlborough. Sense hereu mascle supervivent, Henrietta esdevingué la Segona Duquessa de Marlborough. A la seva mort el 1733, el fill d'Anne esdevingué el Tercer Duc de Marlborough.

Al final de la Guerra Civil Anglesa, Lady Eleanor Drake s'uní a la seva llar de Devon, Ashe House a la parròquia de Musbury, a la seva tercera filla Elizabeth i al seu marit Winston Churchill. A diferència de la seva sogra, que havia donat suport als Parlamentaris, Winston havia tingut la mala sort de lluitar al bàndol perdedor de la guerra per la que, igual que molts altres cavallers, va haver de pagar recompensa; en el seu cas £446 18s. Tot i que Winston l'havia pagat tota el 1651, havia arruïnat l'antic capità ex-reialista, el lema del qual "Fiel Pero Desdichado" encara és actualment emprat pels seus successors.
Winston i Elizabeth Churchil van tenir nou fills, dels quals només cinc van sobreviure a la infància La filla gran, Arabella, va néixer el 28 de febrer de 1649; el fill major, John, va néixer el 26 de maig de 1650. Van tenir dos germans petits, George (1654–1710), que esdevindria almirall de la Royal Navy i Charles (1656–1714), que seria general de l'Exèrcit i serviria en campanya a Europa amb John. No se sap gaire de la infantesa de John Churchill car ell mateix no en diu pràcticament res. Créixer en aquestes condicions empobrides a Ashe, amb tensions familiars sorgint a causa d'aliances en conflicte, segur que van tenir una gran impressió en el jove Churchill. El seu homònim, biògraf i descendent, sir Winston Churchill afirmà que «[Les condicions a Ashe] podrien haver despertat dues grans impressions: primer odi cap a la pobresa... i, en segon lloc, la necessitat d'amagar els seus pensaments i sentiments a persones als que la seva expressió podia ser repugnant.»
Després de la Restauració del Rei Carles II el 1660, la fortuna dels Churchills canvià a millor, encara que estava lluny de ser pròspera. El 1661, Winston esdevingué Membre del Parlament per Weymouth. Com a senyal de favor reial rebé recompenses per les pèrdues encorregudes al lluitar contra els Parlamentaris durant la Guerra Civil, com ara el nomenament com a Comissionat per a les Demandes Territorials Irlandeses a Dublín el 1661. Quan Winston marxà cap a Irlanda l'any següent, John ingressà a l'Escola Lliure de Dublín; però el 1664, després que el seu pare tornés a la Casa del Rei a Whitehall, John continuà els seus estudis a l'escola St Paul's School de Londres. La inòpia del Rei no li permetia donar gaire recompensa financera als vells cavallers però el que sí que podia era oferir coses que no li costaven res – com ara ocupacions a la cort per a la seva progènie. Així, el 1665 Arabella esdevingué Dama d'Honor d'Anne Hyde, la Duquessa de York, i el seu germà John se li uniria uns mesos més tard com a patge del seu marit, Jaume, Duc de York, el probable successor del rei. John Churchill també va estudiar filosofia, filologia clàssica i matemàtica a la Universitat d'Oxford.

## Carrera

### Primeres experiències militars

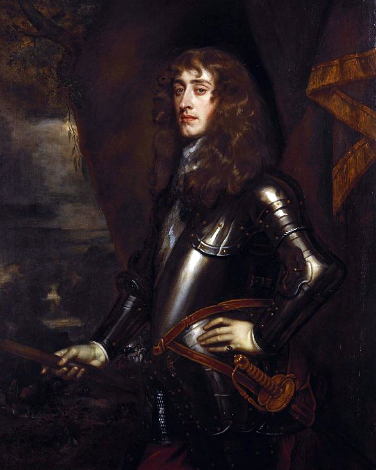
Jaume, Duc de York, per Peter Lely, 1665. Jaume, posteriorment el rei Jaume II, va ser el primer patró de Marlborough.

La passió del Duc de York per tot allò naval i militar impregnà el jove Churchill. Sovint acompanyava el duc en inspeccionar les tropes als parcs reials, i no va passar gaire temps en què el jove va optar per esdevenir soldat. El 14 de setembre va obtenir el càrrec d'alferes a la King's Own Company del Primers Guàrdies, els futurs Guàrdies Granaders. Segons certs dels seus hagiògrafs, la seva carrera hauria avançat ràpidament quan el 1668 hauria embarcat cap al post de Tànger, a penes adquirida per la corona com a part del dot de l'esposa portuguesa de Carles II, Caterina de Braganza. El que sí que va ser documentat és que els Primers Guàrdies i Coldstream Guards van destacar un grup per reforçar la flota de Thomas Allen al mediterrani i que el rei va donar l'ordre de transferir diners al pare de Churchill per compensar «equip i altres despeses a la flota del mediterrani».
De tornada a Londres al febrer de 1671, les maneres educades de Churchill —descrites per Lord Chesterfield com «irresistibles tant per a homes com per a dones»— van atraure les atencions d'una de les amants del rei, Barbara Villiers, Duquessa de Cleveland. Però la seva relació era perillosa. Una narració va ser que l'aparició del Rei va treure als amants del llit i ell s'amagà a l'armari, no trigant a ser descobert pel Rei, el mateix expert en aquestes matèries. El jove Churchill li va caure als peus, i el Rei li va dir: «Sou un murri, però us perdono perquè treballeu per guanyar-vos el pa». La història pot ser apòcrifa (una altra versió parla de Churchill saltant per la finestra), però la que és àmpliament acceptada és que era el pare de la filla de Cleveland, Barbara, nascuda el 16 de juliol de 1672.

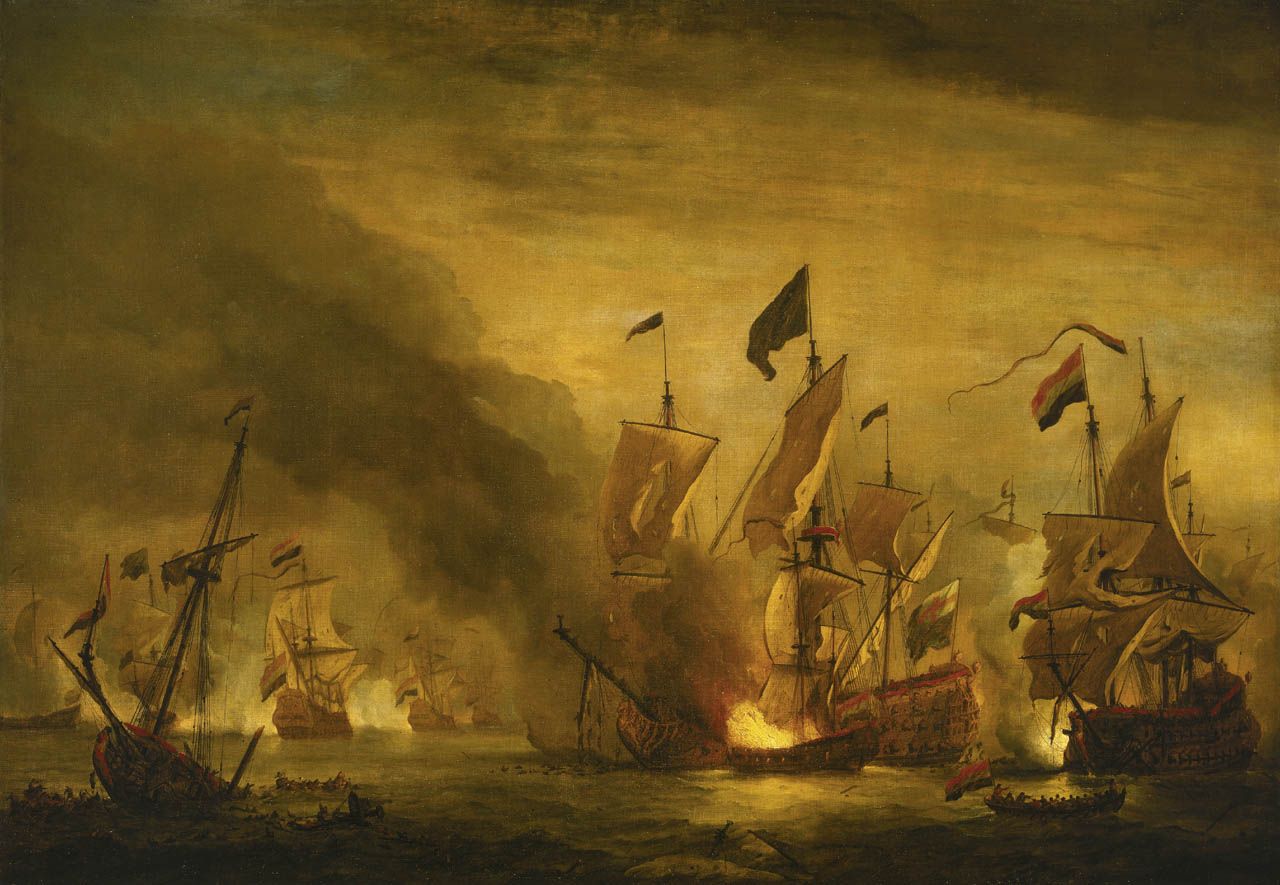
Batalla de Solebay, per Willem van de Velde el Jove. Allà Churchill aprengué la incertesa i la duresa de la guerra naval.

El 1672, Churchill tornà al mar. Mentre que lluitava amb la marina neerlandesa el 28 de maig a la batalla de Solebay davant de la costa de Suffolk, la seva conducta valerosa a bord del vaixell insígnia del Duc de York, el Prince, li valgué la promoció (tot i el ressentiment d'oficials més veterans) a una capitania al Regiment de l'Almirallat. L'any següent Churchill guanyà una nova recomanació al Setge de Maastricht, quan el jove capità es distingí com a part d'un grup de treinta homes que capturà i defensà amb èxit part de la fortalesa. Durant aquest combat Churchill salvà la vida del Duc de Monmouth. Va ser ferit en l'acte però va guanyar les lloances d'una agraïda Casa de Stuart, així com el reconeixement de la Casa de Borbó. El rei Lluís XIV en persona comentà el fet, la qual cosa li donà una envejable reputació per la seva valentia, a més d'adquirir gran estima del soldat comú.
Tot i que el Parlament anti-francès de Carles II forçà Anglaterra a retirar-se de la guerra francoholandesa el 1674, alguns regiments anglesos van quedar en servei francès. A l'abril Churchill va ser nomenat per la coronelia d'un d'aquests regiments, després de servir i aprendre amb el gran Mariscal Turenne. Churchill va estar present a les batalles de Sinsheim al juny de 1674 i d'Entzheim a l'octubre; i podria haver estat també present a Salzbach al juliol de 1675, on Turenne va morir.

### Casament

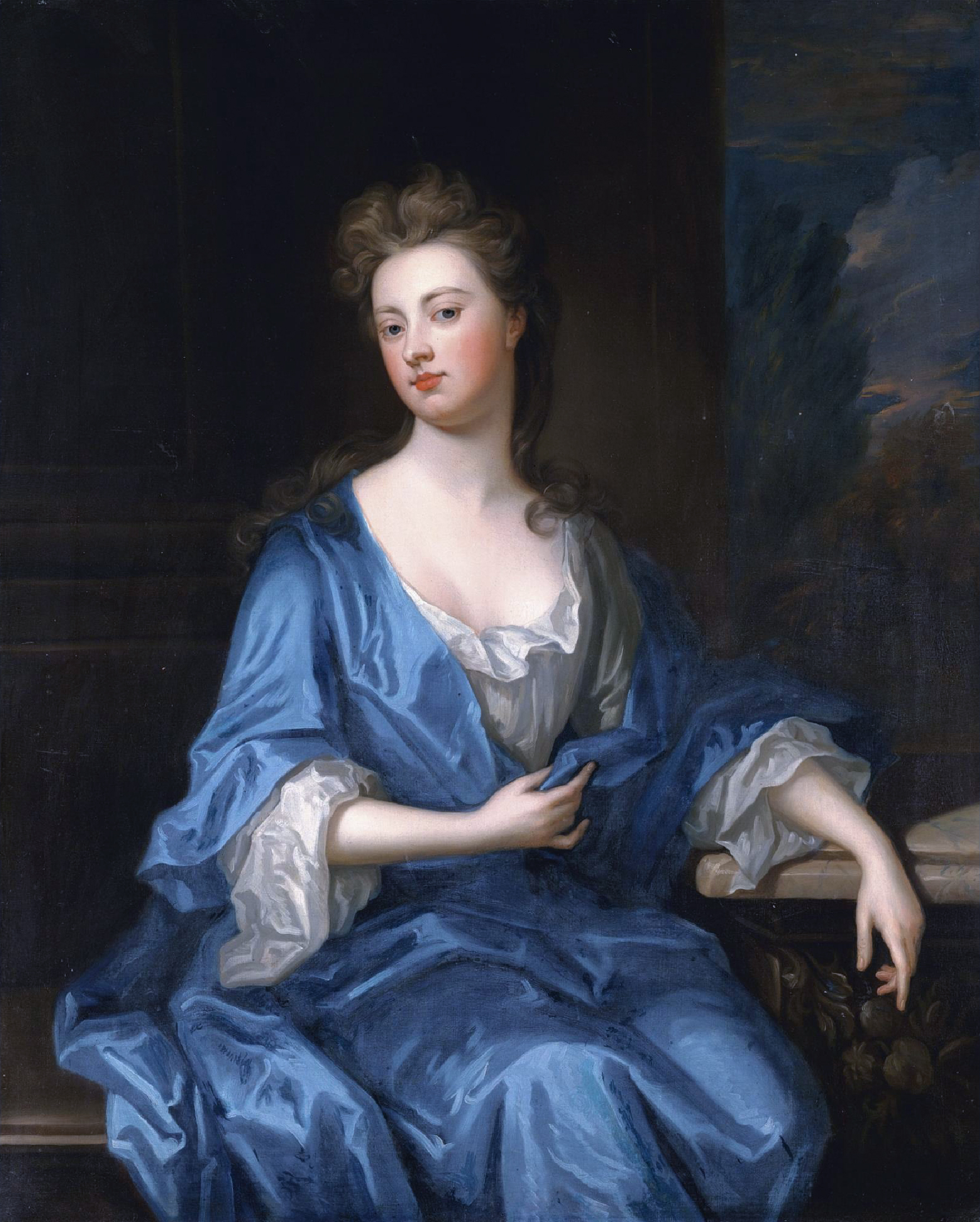
Sarah Churchill, Duquessa de Marlborough. Atribuït a Godfrey Kneller.

Al seu retorn al Palau de St. James, l'atenció de Churchill es dirigí a altres afers, i cap a una cara nova de la cort. «Us prego que em deixeu veure-us tan sovint com sigui possible», demanà Churchill en una carta a Sarah Jennings. Els orígens socials de Sarah Jenning eren semblants als de Churchill. Després que el seu pare morís quan ella tenia vuit anys, Sarah, juntament amb la seva mare i les seves germanes, es traslladaren a Londres. Reialistes, tot i que l'oncle de Sarah, James Temple, va ser condemnat per regicidi), els Jenning seguien lleials a la corona, i igual que els Churchill, van ser recompensats amb feina a la cort, i el 1673 Sarah seguí a la seva germana al servei de la Duquessa de York, Maria de Módena.
Sarah tenia uns quinze anys quan Churchill tornà del continent el 1675, i sembla que va quedar immediatament captiva dels seus encants. Malgrat tot, les missives amoroses de Churchill eren rebudes amb suspicàcia, car la seva primera amant, Barbara Villiers, s'estava traslladant a París, i es dubtava si ell veia a Sarah com una amant substituta més que no pas com una promesa. Malgrat tot, la seva persistència va guanyar. Malgrat que Winston volia que es casés amb la poderosa Catherine Sedley (per poder liquidar els seus deutes), el coronel Churchill es casà amb Sarah durant l'hivern de 1677-78, possiblement a les estances de la Duquessa de York.

## Anys de crisi (1678-1700)

### Servei diplomàtic
Sota el comte de Danby el govern va prendre una política de realineament i preparar-se per entrar en guerra contra França. La nova aliança amb els neerlandesos, juntament amb l'expansió de l'exèrcit anglès, obrí importants projectes per a Churchill a les esferes militar i diplomàtica. L'abril del 1678 Churchill, acompanyat del seu amic i polític en ascens Sidney Godolphin, marxà cap a La Haia per negociar una convenció sobre el desplegament de l'exèrcit anglès a Flandes. L'assaig del jove diplomàtic sobre habilitat política va tenir èxit, fent que pogués trobar-se amb Guillem, Príncep d'Orange, qui quedà molt impressionat per la perspicàcia i la cortesia de la capacitat negociadora de Churchill. El nomenament ajudà a Churchill a desenvolupar una experiència que altres mers soldats no aconseguien, car els múltiples tractes de les negociacions secretes de Carles II amb Lluís XIV (Carles no tenia intenció de declarar la guerra a França), la missió finalment s'avortà. Al maig Churchill va ser nomenat Brigadier General de Peu temporal, però les esperances d'acció al continent es demostraren il·lusòries quan les faccions oposades signaren el Tractat de Nimega.

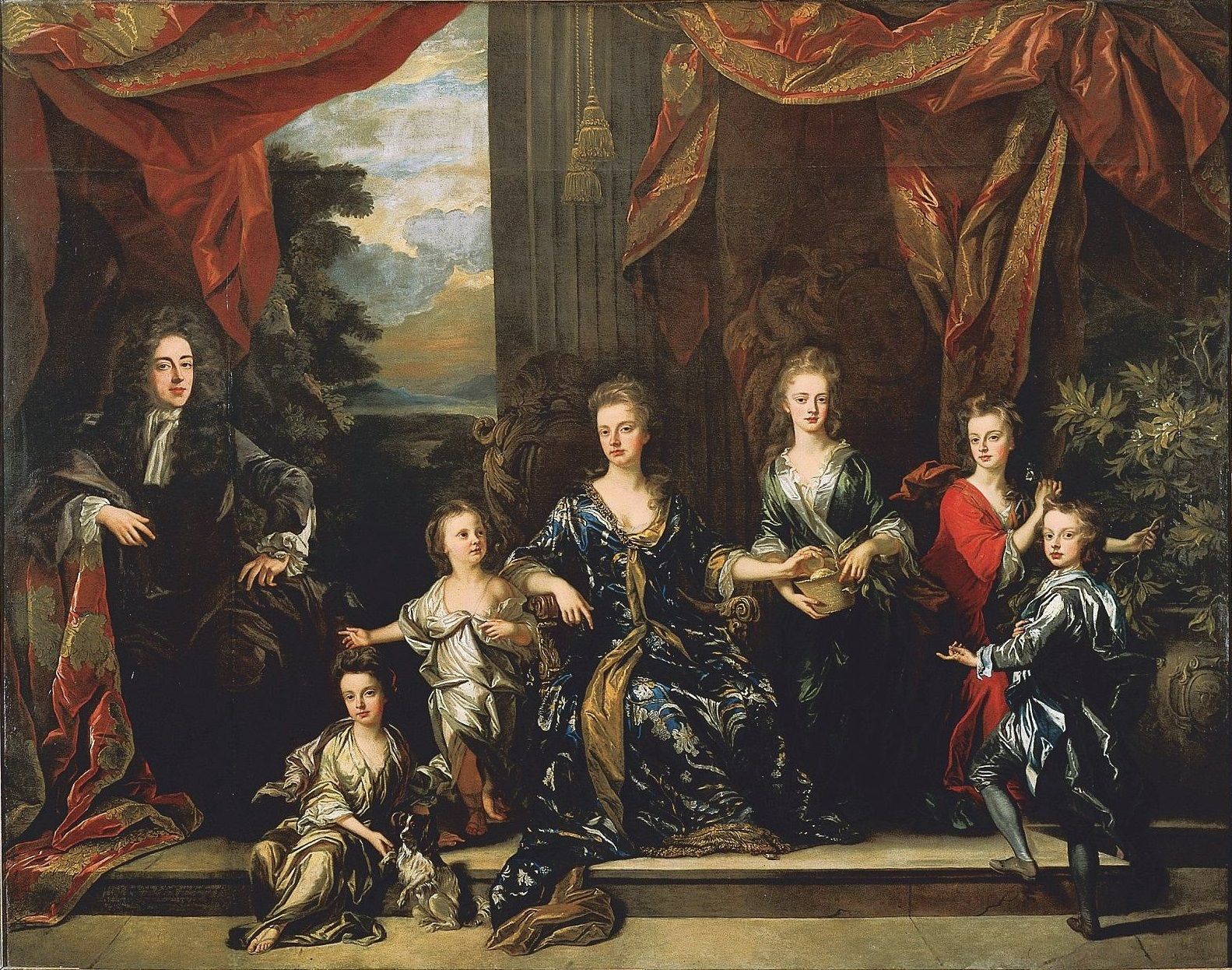
Els Marlborough, cap a 1694, per John Closterman. A l'esquerra del Duc estan Elizabeth, Mary, la Duquessa, Henrietta, Anne i John.

Quan Churchill tornà a Anglaterra al final de 1678 es trobà dolorosos canvis a la societat anglesa. Les iniquitats del Complot Papista (Titus Oates va teixir una trama dirigida a excloure el catòlic Duc de York de la línia de successió) significà l'arraconament temporal de Jaume i un exili de gairebé tres anys. Jaume obligà a Churchill a seguir-lo, primer a la Haia i després a Brussel·les abans que se li permetés anar a Edimburg. Però no va ser fins al 1682, després de la victòria completa de Carles II sobre els exclusionistes, que el Duc de York va poder tornar a Londres. Pels seus serveis durant la crisi Churchill va ser nomenat Lord Churchill d'Eyemouth a la noblesa d'Escòcia el 21 de desembre de 1682, i l'any següent, el 19 de novembre, nomenat coronel del King's Own Royal Regiment of Dragoons.
Els Churchills ara podien gaudir d'un cert estil i confort; a més de mantenir la seva residència a Londres (amb set criats), també van poder comprar Holywell House a St Albans (la casa familiar de Sarah Jennings), on la seva família podia gaudir dels beneficis d'una vida al camp. Mentre que estava a Edimburg Sarah va donar a llum Henrietta el 19 de juliol de 1681. Una altra filla, Anne, va néixer el 1684, seguida per John el 1686, Elizabeth el 1687, Mary el 1689 i Charles el 1690, que només va viure dos anys.
Churchill retornà a la vida cortesana amb entusiasme. El juliol del 1683 va ser enviat al continent per acompanyar al Príncep Jordi de Dinamarca a Anglaterra pel seu matrimoni amb la Princesa Anna, la filla menor del Duc de York. Anna no perdé temps en nomenar a Sarah en Dama de Cambra. La seva relació continuà molts anys. Pel seu costat, Churchill tractà la princesa amb un respectuós afecte, assumint (en la seva reverència vers la reialesa) el paper cavalleresc de campió. Des d'aquest moment els Churchill van incrementar la seva presència al cercle interior del catòlic Jaume, i més notablement associat amb la Princesa.

### Revolta

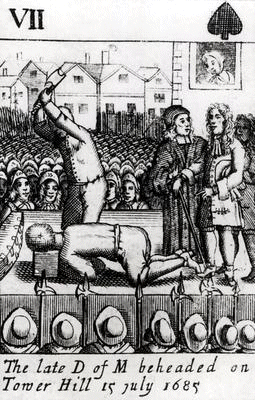
Execució de Monmouth a Tower Hill (Londres), el 15 de juliol de 1685. D'altres rebels, incloent Daniel Defoe van ser més afortunats i aconseguiren fugir

Amb la mort de Carles II el 1685 el seu germà, el catòlic Duc de York, esdevingué el Rei Jaume II. Churchill va ser nomenat governador de la Companyia de la Badia de Hudson. També va ser nomenat Cavaller de Cambra a l'abril, i admès a la noblesa d'Anglaterra com a Baró Churchill de Sandridge al comtat de Hertfordshire al maig, concedint-li un escó a la Cambra dels Lords. Malgrat això, el nou Parlament va quedar enfosquit per la revolta, iniciada a Escòcia pel Comte d'Argyll i, a Anglaterra, pel fill il·legítim de Carles, el Duc de Monmouth qui, encoratjat per descontents i diversos conspiradors Whig (exiliats per la seva participació en el fracassat Complot de la Casa Rye), es prepararen per prendre la corona d'Anglaterra, la qual considerava legítimament seva.
Per fer front als rebels Monmouth Churchill va rebre el comandament de les tropes a peu de l'exèrcit del Rei, però l'honor d'encapçalar la campanya va ser per al limitat, tot i que molt lleial, Compte de Feversham. Monmouth havia desembarcat a Lyme Regis l'11 de juny, però la seva revolta camperola mal equipada i mal dirigida s'enfonsà al camp de Sedgemoor, Somerset, el 16 de juliol de 1685. Tot i que el paper de Churchill estava subordinat a Feversham, la seva organització administrativa, habilitat tàctica i coratge a la batalla van ser fonamentals a la victòria. L'historiador John Tincey va escriure "Sedgemoor potser no és la victòria més espectacular de John Churchill, però ha de ser considerada com la primera".
Churchill va ser promogut a Major General el 3 de juliol, però va ser Feversham qui rebé la part del lleó de la recompensa. Malgrat tot, Churchill no va ser totalment oblidat, i a l'agost va ser recompensat amb la lucrativa coronelia de la Tercera Tropa dels Life Guards. D'acord amb l'historiador David Chandler, és possible que la campanya de Sedgemoor i les persecucions subseqüents portades a terme pel zel sagnant del Jutge Jeffreys, va entrar en un procés de desil·lusió que culminà en l'abandonament del rei i, durant molt temps, patró i amic, tres anys després. El seu amo, però, li havia donat causa d'angoixa. Si el Rei intentés canviar la nostra religió se sap que afirmà a Lord Galway poc després de la successió de Jaume II, A l'instant abandonaré el seu servei.

### Revolució
Churchill emergí de la campanya Sedgemoor amb un gran crèdit, però estava ansiós per no ser vist com a simpatitzant del creixent ardor reial contra els Protestants. La promoció de Jaume II de catòlics a les institucions reials, incloent l'exèrcit, començà amb suspicàcia i continuà amb sedició en la majoria de protestants; fins i tot els membres de la seva pròpia família expressaren la seva alarma pel zel fanàtic del rei cap a la religió catòlica. Quan la reina donà a llum a James Francis Edward Stuart, s'obrí la perspectiva d'una línia de successió de reis catòlics. Alguns dels que estaven al servei del rei, com el Comte de Salisbury o el Comte de Melfort, abjuraren del seu protestantisme per guanyar favor a la cort, però Churchill seguí fidel a la seva consciència, He estat batejat protestant, i intentaré viure i morir en aquesta comunió, també estava motivat pel seu propi interès. Creient que la política del monarca podria enfonsar la seva pròpia carrera o generar una insurrecció més àmplia, no intentà, a diferència del seu desafortunat pare, estar al bàndol perdedor.

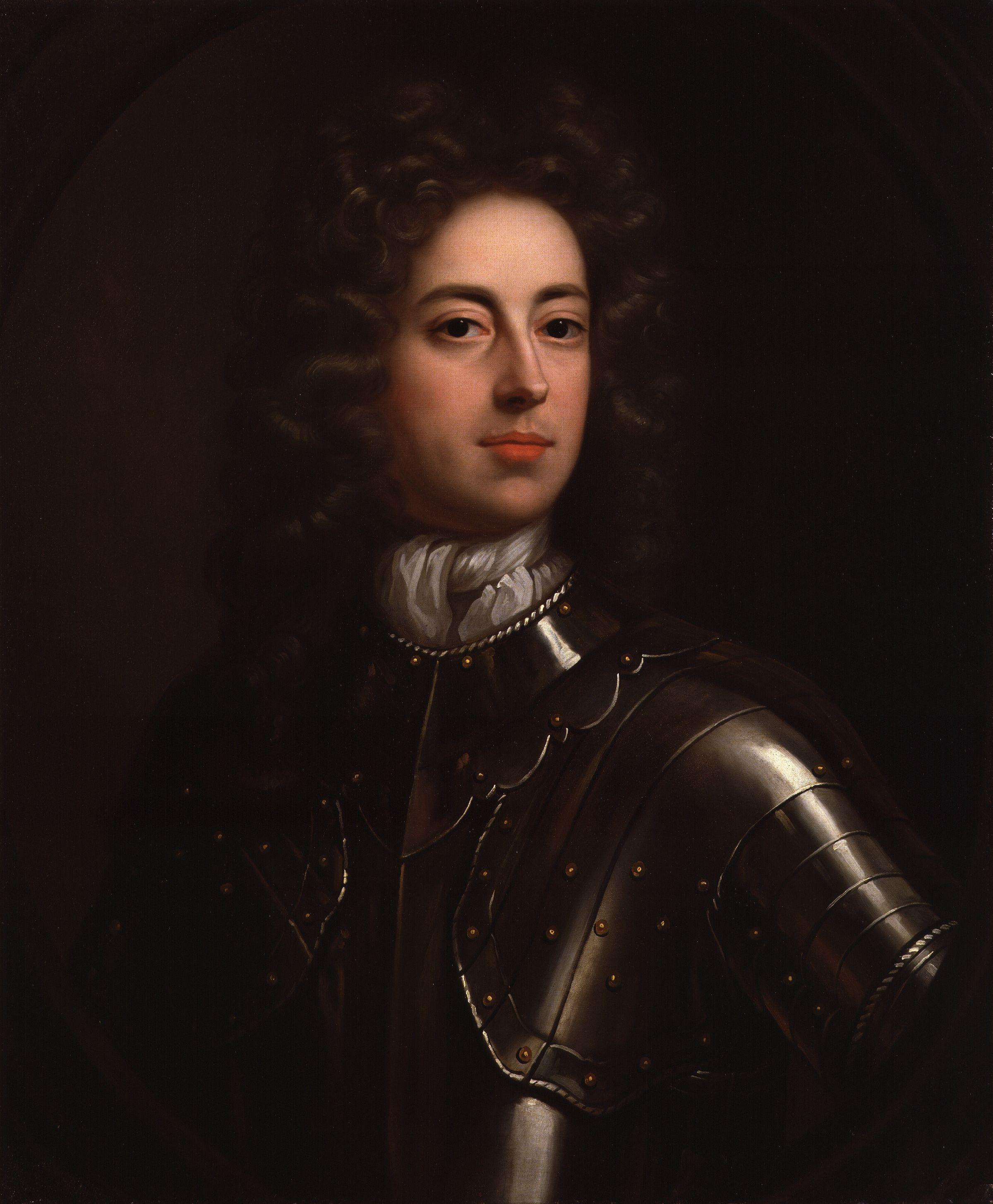
John Churchill (c. 1685–1690) per John Closterman.

Set homes es trobaren per preparar la invitació al Stadtholder neerlandès protestant, Guillem, Príncep d'Orange, per envair Anglaterra i assumir el tron. Els signataris de la carta incloïen Whigs, Tories i el bisbe de Londres Henry Compton, qui assegurà al Príncep que Dinou parts de vint del poble volen un canvi. Guillem no necessitava més encoratjament. Tot i que la invitació no estava signada per Churchill (de fet no tenia un rang polític suficient per ser un signatari) declarà la seva intenció per ser el principal contacte anglès a la Haia: Si creu que hi ha res que pugui fer, només m'ho ha d'ordenar. Churchill, igual que d'altres, buscava un moment oportú per desertar de Jaume.
Guillem desembarcà a Torbay el 5 de novembre de 1688, desplaçant el seu exèrcit cap a Exeter. Les forces de Jaume II, de nou comandades per Lord Feversham, es mogueren cap a Salisbury, però alguns dels seus oficials superiors estaven àvids per lluitar – fins i tot la Princesa Anna va escriure a Guillem per desitjar-li bon èxit en aquest enterrament. Promogut a tinent general el 7 de novembre, Churchill estava encara al costat del rei, però mostrant una gran alegria davant la deserció de Lord Cornbury, van fer que Feversham ordenés el seu arrest. Churchill havia encoratjat la desafecció cap a la causa orangista, però Jaume continuà vacil·lant. Ben aviat va ser tard per actuar. Després d'una trobada del consell de guerra el matí del 24 de novembre, Churchill, acompanyat de 400 oficials i homes, abandonaren el campament reial i es dirigiren cap al de Guillem a Axmisnter, deixant una carta de disculpa i auto-justificació:
| « | ...Espero que el gran avantatge que gaudeixo sota la Vostra Majestat, el qual mai esperava en qualsevol altre canvi de govern, potser convencerà Vostra Majestat i al món que he actuat sota un principi més alt... | » |

Quan el rei veié que ni tan sols podia conservar a Churchill, qui durant molt de temps havia estat el seu servent més lleial i íntim, es desesperà. Jaume II, qui segons paraules de l'Arquebisbe de Reims, havia rendit 3 regnes per una missa, marxa a França, emportant-se el seu fill i hereu. Pràcticament sense disparar un tret, Guillem havia assegurat el tron, regnant com a sobirà conjunt amb la seva esposa Maria, filla major de Jaume II.

### General de Guillem

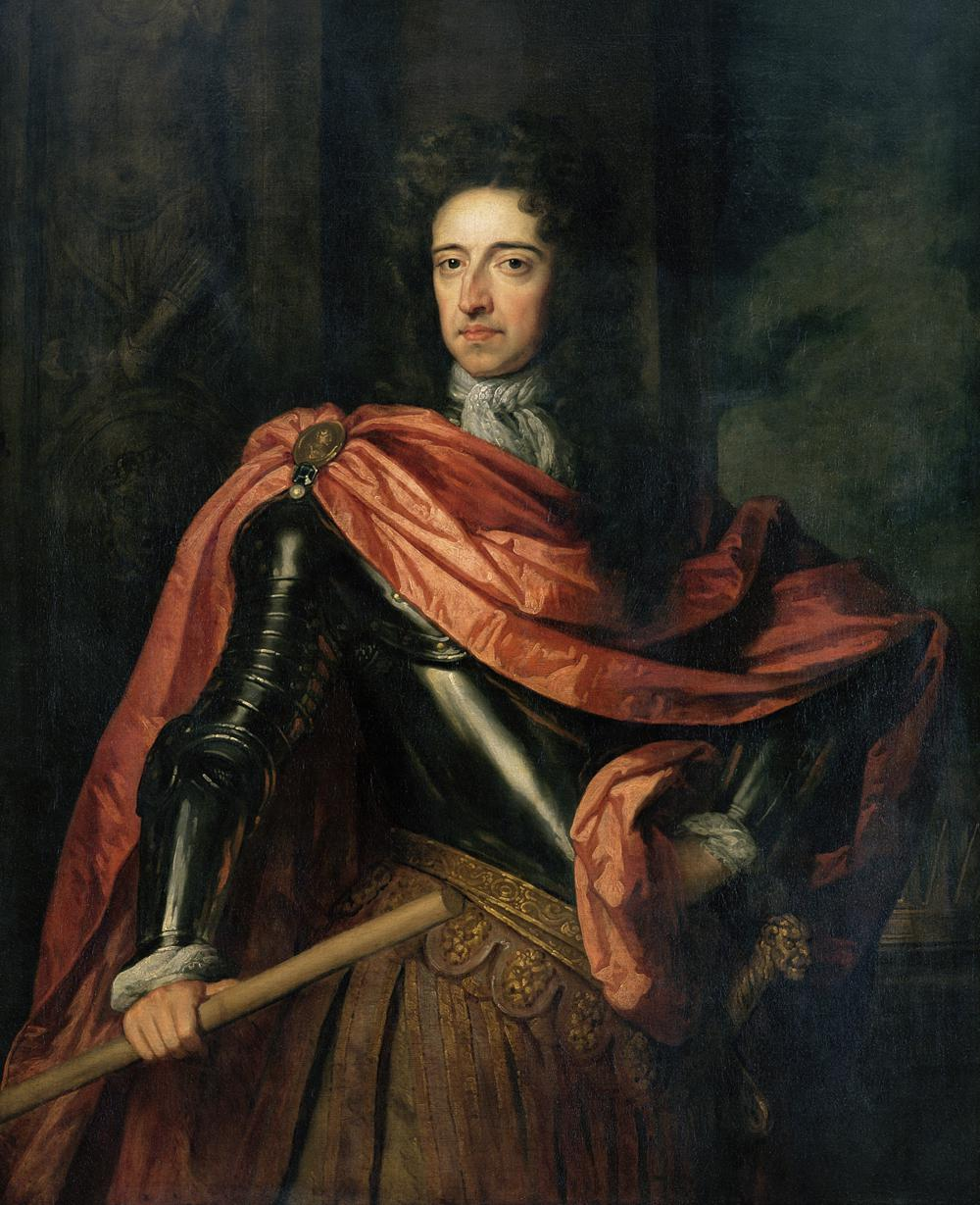
El rei Guillem III (1650-1702). Retrat de Godfrey Kneller.

Com a part dels honors de la coronació de Guillem i Maria, Churchill va ser fet Comte de Marlborough el 9 d'abril de 1689, a més de ser nomenat membre del Consell Privat i fet Gentilhome de Cambra del Rei. La seva puixança, malgrat tot, comportà rumors acusatoris dels seguidors de Jaume II segons els quals Marlborough havia traït el seu rei només pel benefici personal; i el mateix Guillem mostrà les seves reserves sobre l'home que havia desertat de Jaume. Els apologistes de Marlborough pensen, incloent el seu descendent més notable i biògraf Winston Churchill, han donat un atribut patriòtic, moral i religiós a la seva acció; però en paraules de Chandler, és difícil absoldre a Marlborough de crueltat, ingratitud, intriga i traïció contra un home de qui ho havia rebut virtualment tot en la seva vida i en la seva carrera fins aquell moment.

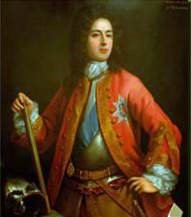
Marlborough cap a la trentena, atribuït a John Riley. L'Estrella de l'Orde de la Lligacama va ser afegida després de 1707.

El primer acte oficial de Marlborough va ser assistir a la remodelació de l'exèrcit: el poder de confirmar o de purgar els oficials i homes donà al Comte l'oportunitat de construir una nova xarxa de patronatges que el beneficiarien durant les dues dècades següents. La seva tasca era urgent, car sis mesos després de la marxa de Jaume II, Anglaterra s'uní a la guerra contra França en una poderosa coalició destinada a tallar les ambicions de Lluís XIV. Amb la seva experiència va ser lògic que Marlborough comandés els 8.000 britànics enviats als Països Baixos durant la primavera de 1689; encara que durant la Guerra dels Nou Anys (1688-97) només va tenir 3 anys de servei al camp, i encara subordinat la major part. Malgrat això, a la batalla de Walcourt el 25 d'agost de 1689 Marlborough guanyà la lloança del comandant aliat, el Príncep Waldeck: "malgrat la seva joventut mostrà una gran capacitat militar com la que tenen la majoria dels generals després d'una llarga sèrie de guerres... És un dels homes més galants que conec". En reconeixement de la seva habilitat i valor Guillem el recompensa amb la lucrativa coronelia del 7è a Peu (posteriorment els Fusellers Reials).
Des de Walcourt, però, la popularitat de Marlborough a la cort s'esvaí. Guillem i Maria desconfiaven de la influència de Lord i Lady Marlborough car eren confidents i seguidors de la Princesa Anna (la reclamació del tron de la qual era més forta que la de Guillem). Sarah havia fet costat a Anna a una sèrie de disputes a la cort amb els monarques. En fer això havia enfurismat Maria amb el resultat que el comte també caigués del seu favor. Encara que de moment la topada de caràcters s'esfumà per la pressió dels successos a Irlanda, on Jaume havia desembarcat al març de 1689 intentar reobtenir les seves corones. Quan Guillem marxà cap a Irlanda al juny de 1690 Marlborough esdevingué comandant de totes les tropes i milícies a Anglaterra, i va ser nomenat membre del Consell dels Nou per donar consell a Maria en afers militars durant l'absència del rei, però ella no va escatimar esforços per amagar el seu enuig per aquest nomenament – «No puc confiar ni estimar en ell» va escriure a Guillem.
La victòria de Guillem III a la batalla del Boyne l'1 de juliol de 1690 obligà a Jaume II a abandonar el seu exèrcit i tornar a França. A l'agost, Marlborough també marxà cap a Irlanda amb el seu primer comandament independent: una operació naval i terrestre sobre els ports meridionals de Cork i Kinsale. Era un projecte imaginatiu dirigit a anul·lar les rutes de subministrament jacobites, i una que el comte va concebre i executar amb un èxit remarcable. Cork va caure el 27 de setembre, i Kinsale a mitjans d'octubre. Tot i que la campanya no acabà la guerra a Irlanda tal com esperava Marlborough, l'ensenyà sobre com s'havia de ser minuciós amb la logística, així com la importància de la cooperació i del tacte quan treballava amb altres comandants aliats. Però passarien més de deu anys abans no tornés a tenir un comandament al camp.

### Dimissió i desgràcia

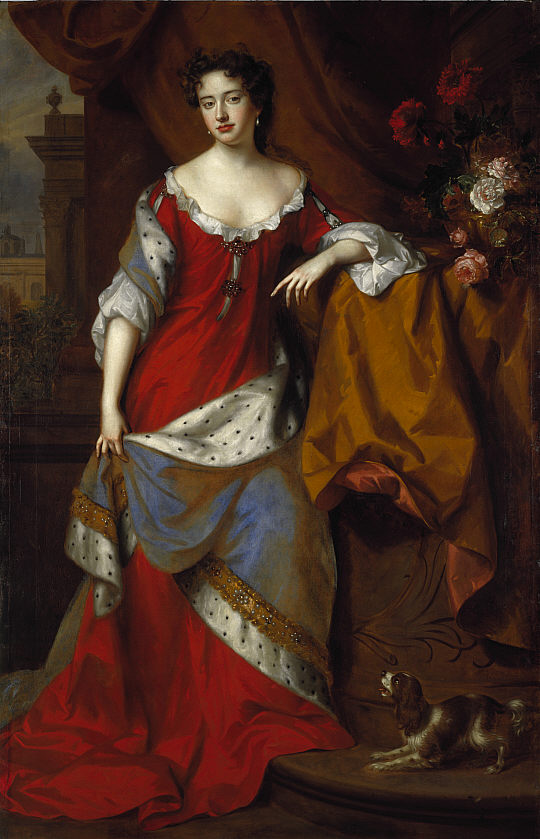
La Princesa Anna, al 1683, per Willem Wissing. Quan Mary va morir al 1694, Anne, la seva germana, esdevingué l'hereva.

Guillem III reconegué les qualitats de Marlborough com a soldat i estrateg, però la negativa a concedir-li l'orde de la Lligacama i a nomenar-lo Mestre General de l'Ordenança van causar rancúnia en l'ambiciós comte, tot i que amagà la seva amarga decepció darrera la seva habitual discreció. Mitjançant la seva influència al Parlament i a l'exèrcit, Marlborough creà una desafectació cap a les preferències de Guillem cap als comandants estrangers, un exercici destinat a forçar la mà del rei. Conscient d'això, Guillem començà a parlar obertament del seu disgust vers Marlborough; l'enviat de l'elector de Brandenburg a Londres sentí que el rei remarcava que s'havia sentit tractat de manera tan infame per Marlborough que, si no hagués estat rei, l'hagués desafiat a un duel si fos necessari.
Des de gener de 1691 Marlborough havia estat en contacte amb l'exiliat Jaume II a Saint-Germain, ansiós d'obtenir l'antic perdó del rei per desertar el 1688, un perdó essencial per l'èxit de la seva futura carrera en el cas probable d'una restauració jacobita.
El mateix Jaume va mantenir el contacte amb els seus seguidors a Anglaterra, sent l'objectiu principal restablir-lo en el seu tron. Guillem era conscient d'aquests contactes (així com d'altres, com Godolphin o el Duc de Shrewsbury), però la seva doble amenaça era vista més a causa d'una política insegura, més que no pas una amenaça explícita. Marlborough no volia una restauració jacobita, però Guillem era conscient de les seves qualitats polítiques i militars, i el perill que provenia del comte: Guillem no era propens a la por, va escriure Thomas Macaulay, però si hi havia res que temés al món, era a Marlborough.

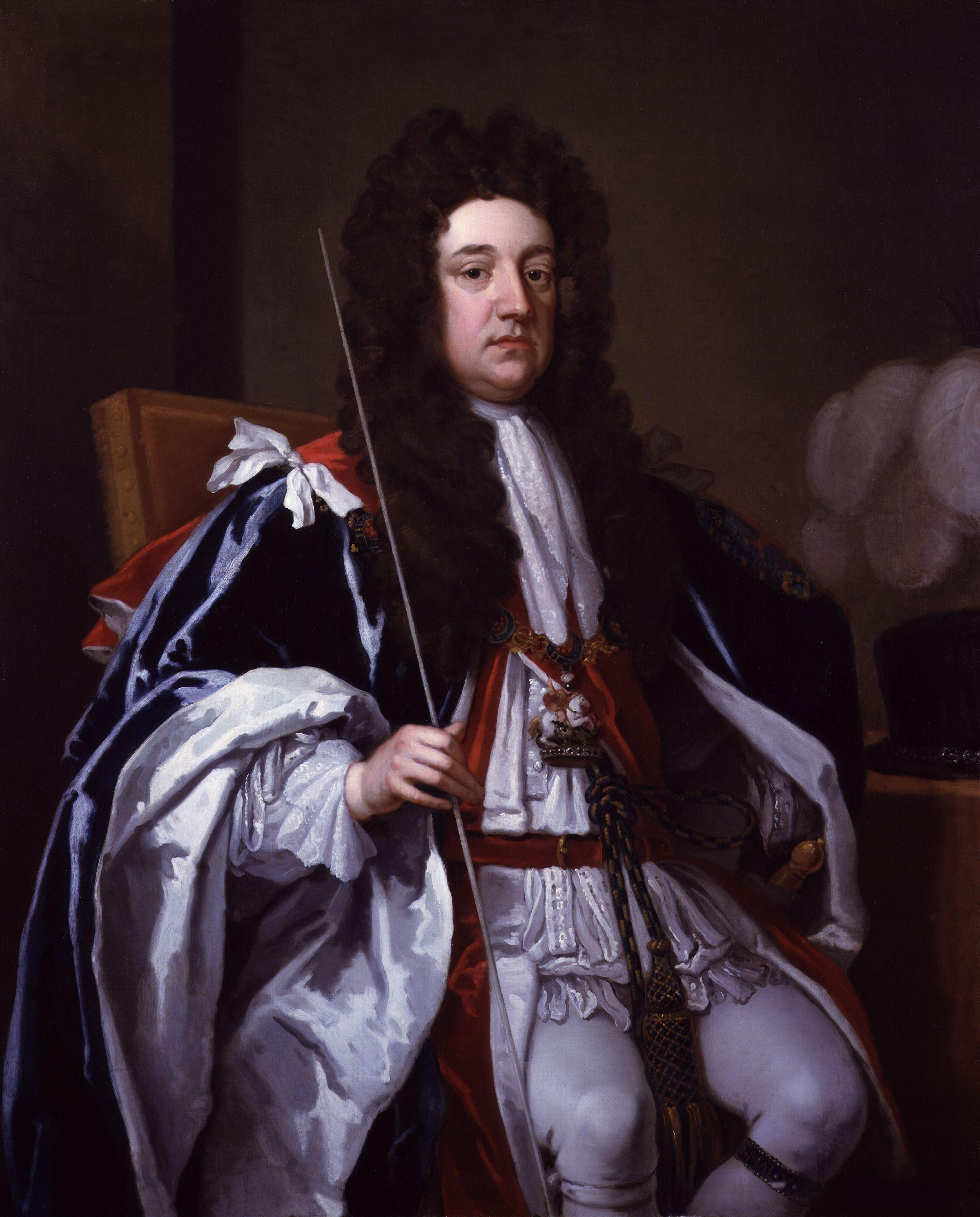
Sidney Godolphin, Lord Tresorer, Ministre en Cap i company Tory i amic de Marlborough

Quan Guillem i Marlborough tornaren d'una fallida campanya als Flandes espanyol a l'octubre de 1691, la seva relació estava molt deteriorada. El gener de 1692, la Reina, airada per les intrigues de Marlborough al Parlament, a l'exèrcit i amb Saint-Germain, ordenà a Anna que acomiadés a Sarah de casa seva (Anna es negà). Aquesta disputa personal precipità l'adéu de Marlborough. El 20 de gener, el Comte de Nottingham, Secretari d'Estat, ordenà a Marlborough que renunciés a tots els seus càrrecs i oficis, tant civils com militars, i que es considerés acomiadat de tots els nomenaments i de la cort. No se li donaren motius, però els associats a Marlborough van ser ultratjats: Shrewsbury va fer pública la seva desaprovació i Godolphin amenaçà de retirar-se del govern. L'Almirall Russell, comandant en cap de la Marina, acusà personalment al Rei d'ingratitud vers l'home que li havia posat la corona al cap.

### Alta traïció
Però encara no s'havia assolit el punt més baix de la fortuna de Marlborough. La primavera de 1692 portà noves amenaces d'una invasió francesa i noves acusacions de traïció jacobita. Actuant sota el testimoni de Robert Young, la Reina va fer detenir tots els signataris d'una carta que demanava la restauració de Jaume II i la detenció de Guillem III. Marlborough, com un dels que la signava, va ser enviat a la Torre de Londres el 4 de maig, on va passar 5 setmanes; i on s'assabentà de la mort del seu fill Carles el 22 de maig. Les cartes de Young van ser desacreditades com a falsificacions, i Marlborough va ser posat en llibertat el 15 de juny, però continuà la seva correspondència amb Jaume, encapçalant el celebrat incident de la "Carta de la badia Camaret" de 1694.
Durant diversos mesos els aliats havien estat planejant atacar Brest, el port francès de la badia de Biscaia. Els francesos havien estat alertats de l'assalt imminent, fent que el Mariscal Vauban pogués enfortir les seves defenses i reforçar la guarnició. Inevitablement, l'atac llançat el 18 de juny per Thomas Tollemache acabà en desastre, amb la majoria dels seus homes morts o capturats i el mateix Tollemache morint poc després a causa de les ferides rebudes. Malgrat no tenir proves, els detractors de Marlborough afirmaren que havia estat ell qui havia alertat l'enemic. Macaulay afirma que en una carta del 3 de maig de 1694 Marlborough traí els plans aliats a Jaume, assegurant-se que el desembarcament fracassés i que Tollemache, un rival amb talent, resultés mort o quedés desacreditat com a resultat directe. Historiadors com John Paget o C.T. Atkinson conclouen que possiblement va escriure la carta, però que ho va fer només quan sabia que seria rebuda massa tard perquè la informació pogués tenir un ús pràctic (el pla de l'atac sobre Brest era àmpliament conegut, i els francesos havien començat a reforçar les seves defenses a l'abril). Segons Richard Holmes la prova que lliga a Marlborough amb la carta de la Badia Camaret (avui inexistent) és molt feble, concloent que és molt difícil imaginar que un home acurat com Marlborough, que feia poc que havia estat alliberat de la sospita de traïció, escrigués una carta que l'hagués matat si queia en les mans equivocades. Malgrat això, David Chandler conjectura que tot l'episodi és tan obscur i inconclus que encara no és possible prendre una decisió definitiva. En suma, potser, hauríem de concedir a Marlborough el benefici del dubte.

### Reconciliació
La mort de Mary el 28 de desembre de 1694 portà a una reconciliació formal però freda entre Guillem III i Anna, ara la seva hereva al tron. Marlborough confià que aquest apropament comportaria el seu retorn a l'ofici, però tot i que ell i Lady Marlborough van poder tornar a la cort, el comte no va rebre cap tasca.
El 1696, Marlborough, conjuntament amb Godolphin, Russell i Shrewsbury va ser implicat de nou en un complot de traïció amb Jaume II, aquesta vegada instigat pel militant jacobita Sir John Fenwick. Les acusacions van ser eventualment rebutjades com una invenció i Fenwick va ser executat (el mateix rei s'havia mostrat incrèdul) però no va ser fins al 1698, un any després del Tractat de Ryswick que comportà el final de la Guerra dels Nou Anys, que s'arreglà la relació entre Guillem i Marlborough. A recomanació de Lord Sunderland (l'esposa del qual era amiga de Lady Marlborough), William oferí a Marlborough el càrrec de governador pel Duc de Gloucester, el fill gran d'Anna; a més va tornar al Consell Privat, així com se li retornà el seu ranc militar. Quan Guillem marxa a Holanda al juliol Marlborough era un dels Lords Jutges encarregats d'administrar el país en la seva absència; però intentant reconciliar-se amb els Tory va ser més difícil, fent que Marlborough es lamentés ("La fredor del Rei cap a mi continua")

## Darrers anys

### La Guerra de Successió Espanyola

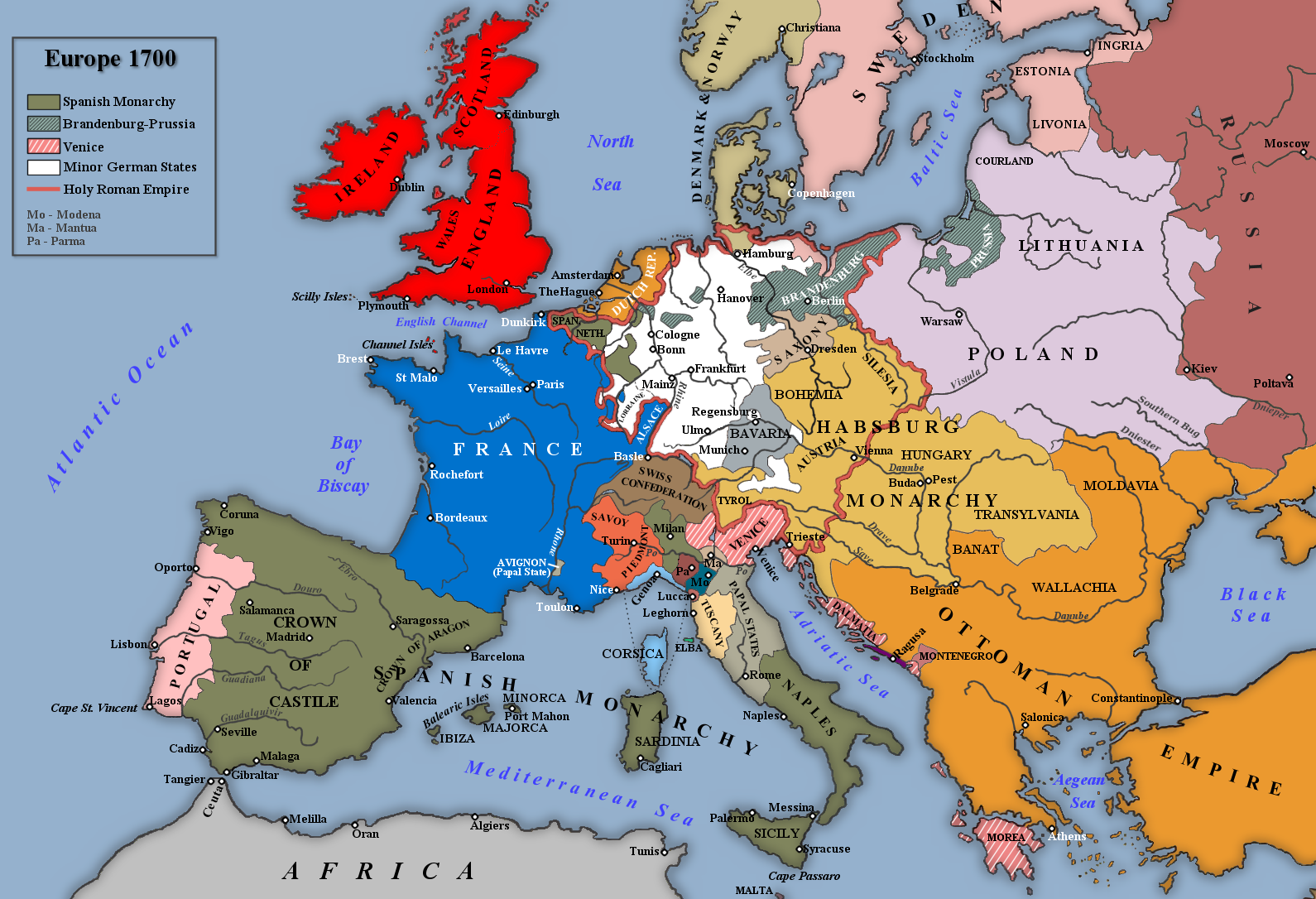
Europa a l'inici de la Guerra de Successió Espanyola. Marlborough lluità principalment als Països Baixos.

Amb la mort del malalt i sense fills Rei Carles II d'Espanya l'1 de novembre de 1700, la successió al tron espanyol i subseqüent control de l'imperi, de nou Europa va estar en guerra: la Guerra de Successió Espanyola. Al seu llit de mort, Carles II havia llegat els seus dominis al net de Lluís XIV, Felip, Duc d'Anjou. Això comportava que la dinastia borbònica dominaria els regnes de França i Espanya, quelcom inacceptable per a Anglaterra, la República Holandesa i per l'Emperador Alemany Leopold I, que havia reclamat per sí el tron espanyol. Amb la salut de Guillem deteriorant-se (el mateix rei estimà que li quedava poc per viure), i amb la influència de Marlborough sobre la seva successora, la Princesa Anna, el Rei decidí que Marlborough havia d'ocupar-se de l'escenari central dels afers europeus. Representant a Guillem III a la Haia com a Ambaixador extraordinari i com a comandant de les forces angleses, Marlborough va rebre l'encàrrec de negociar una nova coalició per oposar-se a França i Espanya.

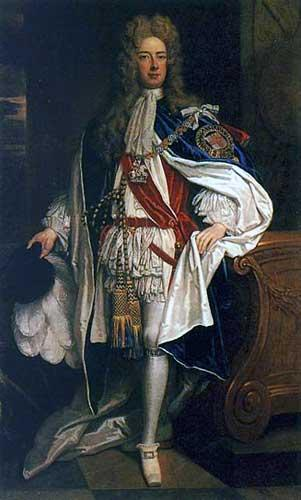
John Churchill, 1r Duc de Marlborough per Godfrey Kneller. Retratat amb les robes de l'orde de la Lligacama.

El 7 de setembre de 1701, Anglaterra, l'Emperador i la República Holandesa signaren el Tractat de la Segona Gran Aliança per frustrar les ambicions de Lluís XIV i detenir el poder borbònic. Malgrat tot, Guillem no podria veure la declaració de guerra. El 8 de març de 1702 el Rei, tot i la seva mala salut, va morir per les ferides causades en un accident d'equitació, deixant a la seva cunyada, Anna perquè fos proclamada com a la seva successió. Tot i que la mort del rei va causar un desordre entre els membres de la coalició, el Comte Wratislaw va afirmar que "el major consol en aquesta confusió és que Marlborough està informat de tota la posició i per motiu del seu crèdit davant la Reina pot fer-ho tot." Aquest crèdit amb la Reina també es demostrà personalment profitable pels seus amics. Ansiosa per recompensar a Marlborough per les seves habilitats diplomàtiques i militars a Irlanda i al Continent, Anna el va nomenar Senyor General de l'Ordenament, un càrrec que ell feia molt de temps que cobejava, cavaller de la Lligacama i Capità General dels seus exèrcits. Amb els avanços de Lady Marlborough com a Groom of the Stole, Mistress of the Robes i Keeper of the Privy Purse, els Marlboroughs estaven al cim del seu poder amb la Reina, amb uns ingressos anuals superiors a les £60,000, i sense rivals en la seva influència a la cort.

#### Primeres campanyes
El 4 de maig de 1702 Anglaterra declarà formalment la guerra a França. Marlborough va rebre el comandament de les tropes angleses, holandeses i alemanyes, però encara no havia comandat un gran exèrcit al camp de batalla, i tenia molta menys experiència que una dotzena de generals alemanys i neerlandesos que serien els seus subordinats; així que el seu comandament tenia les seves limitacions. Com a comandant de les forces angloholandeses tenia el poder per donar ordres als generals holandesos només quan les seves tropes estaven en acció juntament amb les angleses; i en tota la resta d'ocasions havia de confiar en el seu tacte i la seva capacitat de persuasió, guanyant el consentiment dels representants de camp o polítics de l'Estat General. Això no obstant, malgrat la laxitud inicial dels Aliats cap a la campanya als Països Baixos (el teatre principal de la guerra) començà bé pel Duc. Després de sobrepassar al Mariscal Boufflers, capturà Venlo, Roermond, Stevensweert i Lieja, sent proclamat duc al desembre per la Reina en gratitud pels seus serveis.
El 9 de febrer de 1703, poc després de l'ascens de Marlborough, la seva filla Elisabet es casà amb Scroop Egerton, comte de Bridgewater. A l'estiu Mary es va prometre amb John Montagu, hereu del comte, i posteriorment, Duc de Montagu (es van casar el 20 de març de 1705). Les seves dues filles grans ja estaven casades: Henrietta amb Francis, fill de Godolphin, a l'abril de 1698; i Anne, amb Charles Spencer, comte de Sunderland el 1700. Les esperances de Marlborough per fundar una gran dinastia reposaven en el seu únic fill, John, que des que el seu pare rebé el ducat, havia rebut el títol de cortesia de Marquès de Blandford. Però mentre que estudiava a Cambridge a inicis de 1703, va contraure la verola. Els seus pares es desplaçaren immediatament al seu costat, però el 20 de febrer, el noi va morir, enfonsant al duc en el "dolor més profund al món".
Malgrat el seu dolor, i deixant sola Sarah, el duc tornà a la Haia a inicis de març. En aquells moments, el Mariscal Villeroi havia substituït Boufflers com a comandant als Països Baixos espanyols, però malgrat això Marlborough va poder capturar Bonn, Huy i Limburg el 1703, la contínua indecisió holandesa evità que pogués portar als francesos a una batalla decisiva. Domèsticament, el duc també va trobar resistència. El ministre moderat Tory de Marlborough, el Lord Tresorer Godolphin, i el Portaveu de la Cambra dels Comuns, Robert Harley, van ser obstaculitzats pels seus col·legues Tories, la política estratègica dels quals afavoria l'ús absolut de la Royal Navy en perseguir les línies comercials i l'expansió colonial d'ultramar. Pels Tories una acció al mar era preferible que una a terra, i la conquesta d'una ciutat costanera era preferible a capturar-ne una a l'interior. En contrast amb els Whigs, encapçalats per la seva Junta, que donaven un suport entusiasta a l'estratègia continental del Ministeri en la que l'exèrcit s'obrís camí cap al cor de França. Aquest suport va marcir-se per la recent campanya Aliada, però el duc era un general de fama internacional, i els èxits limitats de 1703 van ser eclipsats ben aviat per la campanya de Blenheim.

#### Blenheim i Ramillies

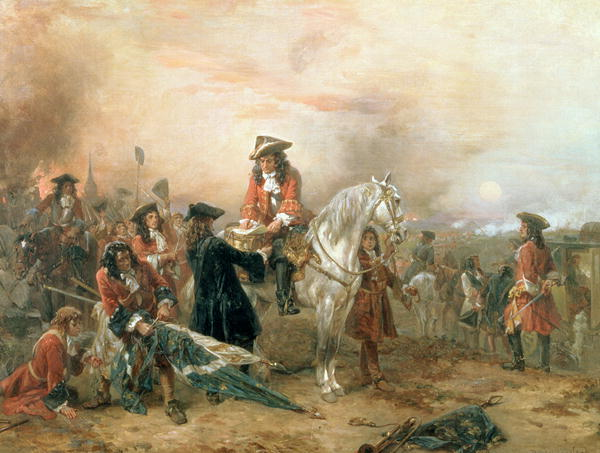
Marlborough escrivint el despats de Blenheim a Sarah, per. «No tinc temps per dir més però et prego que em representis davant la Reina, i li facis saber que el seu exèrcit ha obtingut una gloriosa victòria.»

Pressionat pels francesos i els bavaresos a l'oest i pels rebels hongaresos a l'est, Àustria va haver de fer front a la possibilitat real d'haver de sortir de la guerra. Preocupat per la situació a Viena i al sud d'Alemanya van convèncer a Marlborough de la necessitat d'enviar socors al Danubi; però l'esquema de prendre la iniciativa a l'enemic era molt audaç. Des de l'inici el Duc decidí deixar de costat als holandesos, que mai haurien permès un afebliment de les tropes aliades als Països Baixos espanyols. Amb aquesta finalitat, Marlborough va moure les seves tropes angleses al Mosel·la (pla aprovat per La Haia), però un cop allà planejava esmunyir-se dels holandesos marxant cap al sud per enllaçar amb les tropes austríaques al sud d'Alemanya.
Una combinació de diversió estratègica i administració brillant van permetre que Marlborough aconseguís el seu propòsit. Després de marxar 400km des dels Països Baixos, els aliats van lluitar contra les forces franco-bavareses al Danubi. El primer gran encontre va tenir lloc el 2 de juliol de 1704 quan Marlborough i el Príncep Lluís Guillem de Baden-Baden s'enfrontaren als turons de Schellenberg, a Donauwörth. Però l'esforç principal va tenir lloc el 13 d'agost quan Marlborough, assistit pel comandant imperial, l'hàbil príncep Eugeni de Savoia, aconseguiren derrotar l'exèrcit del Mariscal Tallard i de l'Elector de Baviera a la batalla de Blenheim. Tota la campanya, que l'historiador John Lynn descriu com un dels majors exemples de marxar i combatre anterior a Napoleó, ha estat un model de planificació, logística, tàctica i habilitat operativa, l'èxit de la qual alterà el curs de la guerra (Baviera va haver de sortir de la guerra i les esperances de Lluís XIV d'una victòria primerenca van quedar destruïdes. Amb la subseqüent caiguda de Landau del Rin, i de Trier i Trarbach al Mosel·la, Marlborough era el soldat més destacat de l'època. Fins i tot els Tories, que havien declarat que si fracassava el destrossarien com els gossos a una llebre, no van poder negar la seva admiració patriòtica.

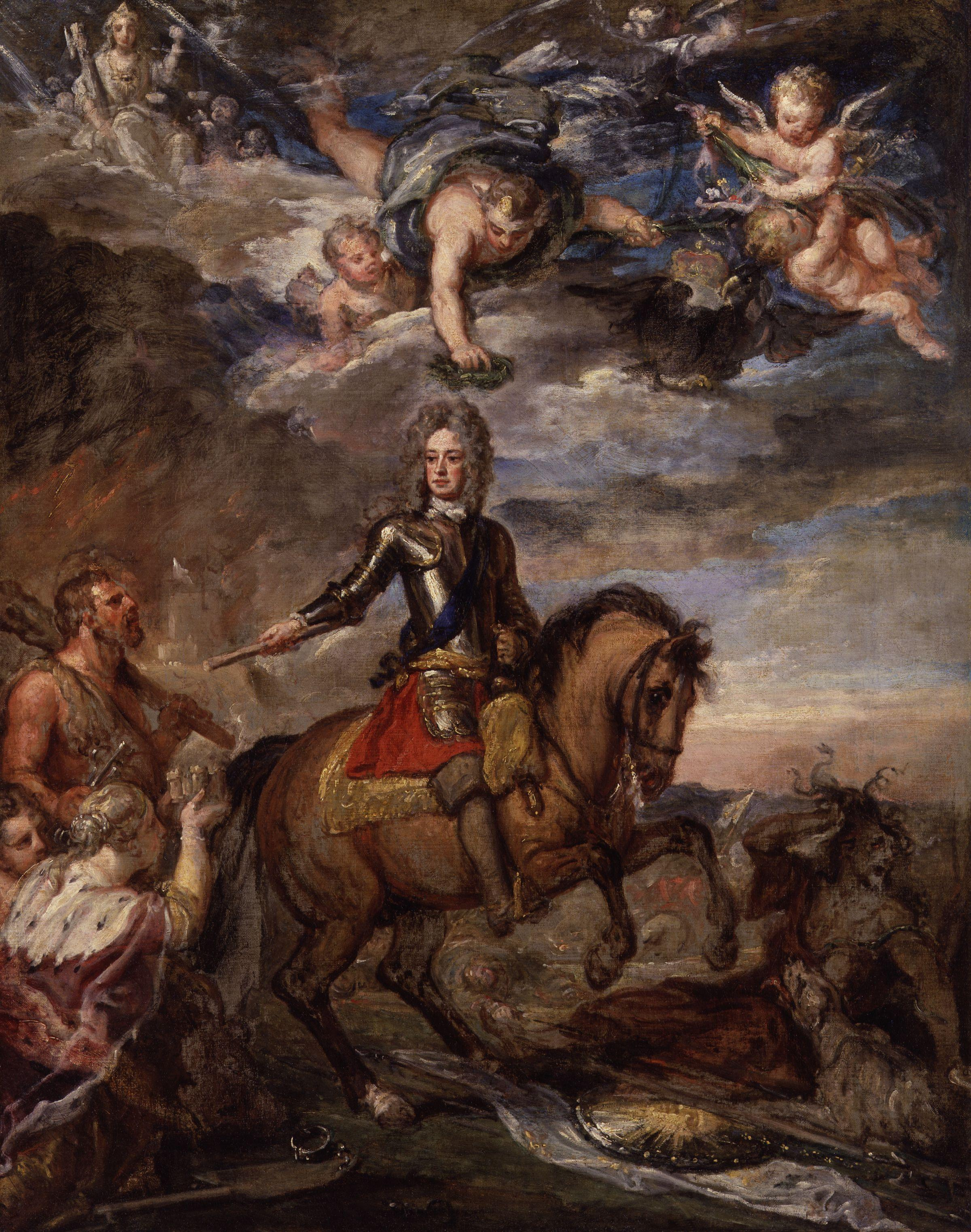
John Churchill, 1r Duc de Marlborough, per Godfrey Kneller. L'oli mostra a Marlborough, guanyador a Blenheim i a Ramillies, en triomf.

La Reina lliurà al seu favorit la mansió reial de Woodstock i la promesa d'un palau commemoratiu de la seva gran victòria a Blenheim; però des del seu ascens al tron la seva relació amb Sarah s'havia distanciat progressivament. Els Ducs havien ascendit a la grandesa gràcies a la seva intimitat amb Anna, però la recent campanya de la Duquessa contra els Tories (Sarah era Whig convençuda), l'aïllaren de la Reina i de les seves inclinacions naturals cap als Tories, suport principal de l'Església d'Anglaterra. Per la seva part, Anna, ara ja Reina i no aquella adolescent tímida fàcilment dominada per la seva amiga, s'havia cansat de la falta de tacte polític de Sarah que a poc a poc destruiria la seva amistat i soscavaria la posició del seu marit.
Durant la marxa del Duc pel Danubi l'Emperador Leopold I oferí fer a Marlborough príncep del Sacre Imperi Romanogermànic al petit principat de Mindelheim La Reina acceptà entusiasmada la proposta, però després dels èxits de 1704, la campanya de 1705 portà pocs motius de satisfacció al continent. La planejada invasió de França a través de la vall del Mosela va ser frustrada per amics i enemics, forçant al Duc a retirar-se de nou cap als Països Baixos. Tot i que Marlborough penetra les línies de Brabant a Elixheim al juliol, la falta de decisió i la vacil·lació neerlandesa (amoïnats per la seguretat del seu país) van evitar que el Duc aprofités el seu avantatge. Els francesos i els Tories presentaren arguments segons els quals només l'obstuccionisme holandès havia robat una gran victòria a Marlborough el 1705, confirmant la seva creença que Blenheim havia sigut només un cop de sort i que Marlborough no era el general que es temien.
Els primers mesos de 1706 també van ser frustrants pel Duc, car els generals de Lluís XIV van tenir diversos èxits a Itàlia i a l'Alsàcia. Aquests contratemps amenaçaren els plans originals de Marlborough per a la propera campanya, però aviat ajustà els seus esquemes i marxà cap a territori enemic. Lluís XIV, també decidit a combatre i a venjar Blenheim, ordenà al seu comandant, el Mariscal Villeroi, que expulsés a Monsieur Marlbrouck. La subseqüent batalla de Ramillies, que va tenir lloc el 23 de maig al Flandes espanyol, potser va ser l'acció de més èxit de Marlborough, i una en la que ell mateix empunyà la seva espasa en el moment circumstancials. Amb la pèrdua de 3.000 homes entre morts i ferits (molts menys que a Blenheim), la victòria va tenir un cost de 20.000 baixes enemigues, sent segons les paraules del Mariscal Villars, "la més vergonyosa, humiliant i desastrosa de totes". La campanya va ser un triomf operatiu sense contemplacions pel general anglès. Ciutat rere ciutat van caure en mans aliades. "Sembla més un somni que una realitat", va escriure a Sarah. Amb la derrota francesa a mans del Príncep Eugeni a Torí al setembre, el 1706 es mostrà com un any miraculós pels exèrcits aliats.

#### Caiguda de favor

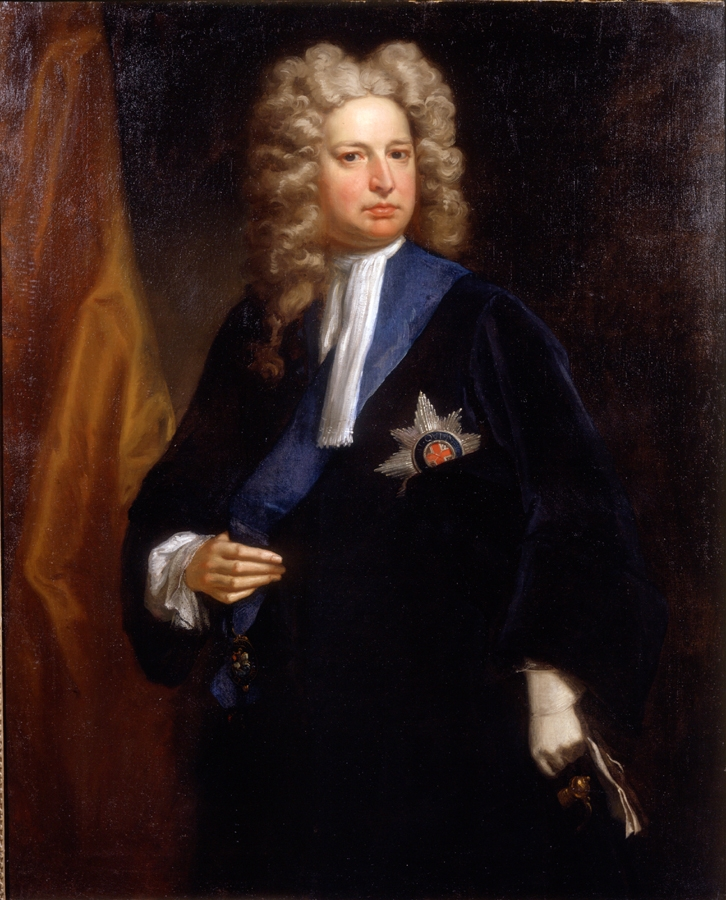
Robert Harley, per Jonathan Richardson, c. 1710. Harley esdevingué l'enemic de Marlborough.

Mentre que Marlborough lluitava als Països Baixos, una sèrie de rivalitats personals i partidistes instigaren que la fortuna li girés l'esquena. Els Whigs, que eren el suport principal a la guerra, havien esperat assetjat Godolphin. Com a preu per donar suport al govern en la següent sessió parlamentària, els Whigs exigiren una quota de càrrecs públics amb el nomenament d'un dels principals membres de la seva junta, el comte de Sunderland (gendre de Marlborough) al càrrec de Secretari d'Estat. La Reina, que detestava a Sunderland i a la Junta i que es negava a veure's dominada per un únic partit, s'oposà al moviment, però Godolphin, cada cop més dependent del suport Whig, tenia poca capacitat de maniobra. Amb la manca de tacte de Sarah, Godolphin demanà a la Reina que acceptés les peticions dels Whig. Desesperada, Anna finalment va cedir i lliurà a Sunderland els segells del càrrec, però la relació especial entre Godolphin, Sarah i la Reina patí un cop dur i la Reina començà a inclinar-se cap a una nova favorita, la cosina de Sarah, Abigail Masham. Anna també començà a desconfiar més dels consells de Harley, que convençut que una política d'apavaigament de la Junta Whig no era necessària, es convertí en una font de consell alternatiu per la Reina.
Després de la seva victòria a Ramillies Marlborough tornà a Anglaterra per rebre l'aclamació del Parlament; els seus títols i propietats van fer-se perpetus als seus hereus, homes o dones, per tal que la "memòria d'aquestes fites mai no es dissolgui". Malgrat això, els èxits aliats van ser seguits el 1707 per un resurgiment francès en tots els fronts, i tornà a una política d'indecisió entre la Gran Aliança. La Gran Guerra del Nord també amenaçava amb conseqüències directes: els francesos esperaven que Carles XII, rei de Suècia, ataqués l'Imperi davant els desacords sobre la successió polonesa, però en una visita de precampanya al quarter general del Rei a Altranstädt, la diplomàcia de Marlborough aconseguí aplacar Carles i evitar que interferís en la successió espanyola. Però desfetes a Almansa i al Rin van causar una gran ansietat en Marlborough i van fer que els holandesos fossin encara menys col·laboradors, vetant els plans del Duc per a qualsevol gran acció als Països Baixos. La retirada de Toló del Príncep Eugeni, el principal objectiu de Marlborough pel 1707, frustrà tota esperança de guanyar la guerra aquell any.
Marlborough tornà d'aquestes tribulacions a una tempesta política mentre que els crítics del Ministeri atacaven la conducció de la guerra. El Duc i Godolphin havien acordat explorar un "esquema moderat" amb Harley i reconstruir el govern, però van enutjar-se quan Harley criticà en privat a la Reina la conducció de la guerra a Espanya, juntament amb el seu associat el vescomte Bolingbroke, Secretari de la Guerra, plantejant la qüestió al Parlament. Convençut de les càbales de Harlery, els duumvirs amenaçaren la Reina amb la dimissió tret que l'acomiadés. Anne lluità per mantenir el seu ministre favorit, però quan el Duc de Somerset i el Comte de Pembroke es negaren a actuar sense "el General ni el Tresorer", Harley dimití: Henry Boyle el substituí i el seu col·lega Whig, Robert Walpole, substituí a St John com a Secretari de la Guerra. La lluita havia allunyat a Marlborough del poder però era una victòria Whigh, i ell s'havia allunyat de la Reina.

#### Oudenaarde i Malplaquet

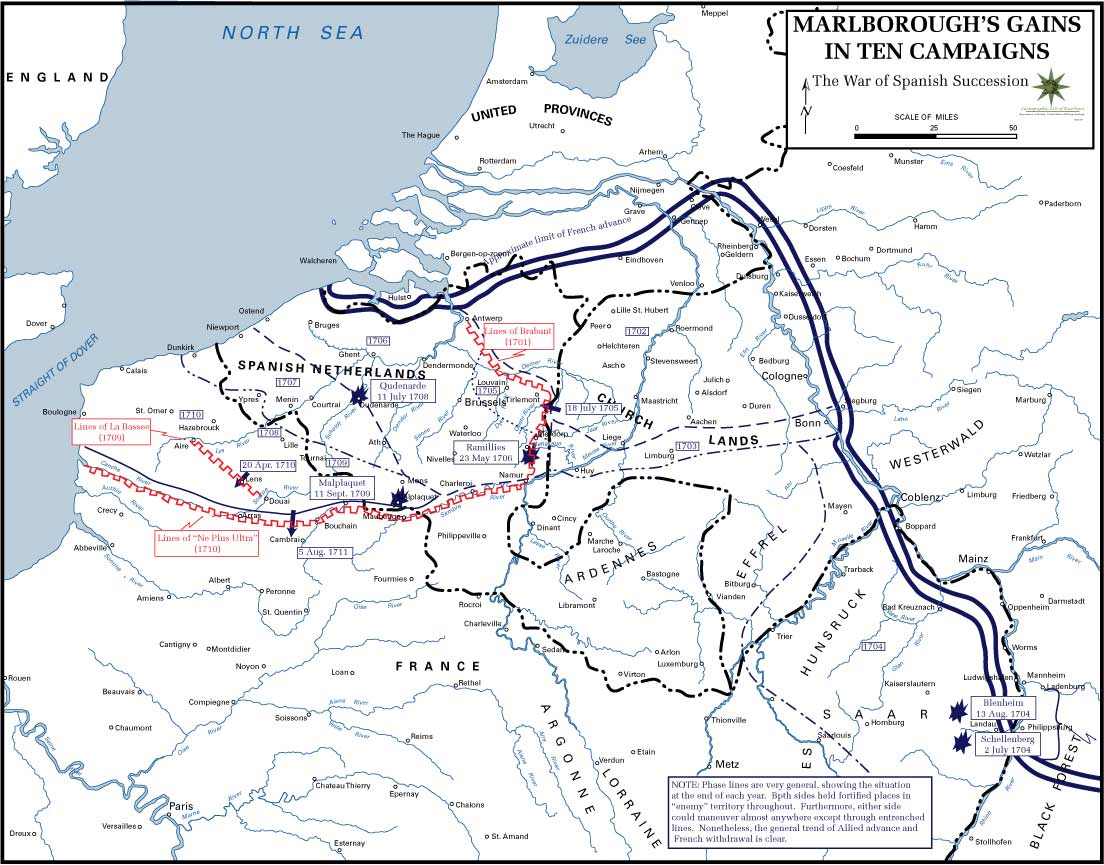
Principals batalles i setges de Marlborough a la Guerra de Successió Espanyola. Durant la dècada que ostentà el comandament, entre 1702 i 1711, Marlborough va lluitar 5 grans batalles i assetjà i capturà més de 30 fortaleses enemigues.

Els fracassos militars de 1707 continuaren durant els primers mesos de 1708, amb la deserció de Bruges i Gant als francesos. Marlborough quedà abatut per la situació general, però el seu optimisme es reforçà amb l'arribada del Príncep Eugeni, el seu co-comandant a Blenheim. Animat per la confiança del Príncep Marlborough es preparà per tornar a obtenir la iniciativa estratègica. El pla era en principi una repetició de la doble invasió de l'any passat; aquest cop amb el cop principal als Països Baixos. Després d'una marxa forçada, els aliats travessarien el riu Escalda a Oudenaarde, mentre que l'exèrcit francès, comandat pel Mariscal Vendôme i pel Duc de Borgonya, el travessava més al nord amb la intenció d'assetjar la plaça. Marlborough, de nou segur d'ell mateix, es mogué decisivament per enfrontar-se a ells. La seva victòria a Batalla d'Oudenaarde l'11 de juliol de 1708 desmoralitzà l'exèrcit francès a Flandes; el seu ull pel terreny, el seu sentit del temps i el seu coneixement de l'enemic van tornar a quedar demostrat. Ara Marlborough desitjava marxar directament sobre París, però aconsellat per un Eugeni més prudent, els aliats es dirigiren a assetjar Lilla, la fortalesa més forta d'Europa. Mentre que el Duc comandava la força de cobertura, Eugeni supervisava el setge de la ciutat, que es rendí el 22 d'octubre; però no va ser fins al 10 de desembre que Boufflers rendí la ciutadella. Encara per totes les dificultats del setge d'hivern, la campanya de 1708 havia tingut un remarcable èxit, requerint una habilitat logística i d'organització superior. Els aliats reconqueriren Bruges i Gant, i els francesos van ser pràcticament expulsats de Flandes espanyol. «Qui no hagi vist això», va escriure Eugeni, «no ha vist res».

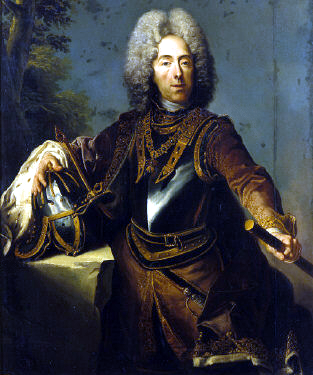
El Príncep Eugeni de Savoia, per Jacob van Schuppen. Llevat de Ramillies, Eugeni compartí les grans victòries de Marlborough a la Guerra de Successió Espanyola.

Mentre que Marlborough aconseguia honors al camp de batalla, els Whigs, ara ascendents, expulsaven als Tories que quedaven al govern. Marlborough i Godolphin, ara distanciats d'Anna, haurien de conformar-se amb les decisions d'un gabinet Whig, mentre que els Tories, venjatius, esperaven la caiguda dels seus antics líders. Per agreujar els seus problemes la Duquessa, moguda pel seu odi vers Harley i Abigail, finalment havia destruït el que quedava de la seva amistat amb la Reina. Sarah va ser retinguda al seu càrrec a la cort com a preu a pagar per mantenir el seu marit victoriós al capdavant de l'exèrcit.
Després de les recents derrotes i d'un dels pitjors hiverns de l'època, França estava al llindar del col·lapse. Però les peticions aliades de converses de pau a la Haia a l'abril de 1709 (principalment sobre l'article 37 que obligava a Lluís XIV a abandonar Espanya en dos mesos o a tornar a la guerra) van ser rebutjades pels francesos al juny. Els Wighs, els holandesos, Marlborough i Eugeni no aconseguiren per motius personals i polítics assegurar una pau favorable, adherint-se al lema incomprensible "No hi ha pau sense Espanya", sense saber com aconseguir-lo. Tot mentre que Harley, mantingut en un segon pla per Abigail, reunia els moderats al seu voltant, preparant-se per tenir un paper ambiciós i poderós.
Marlborough tornà a la campanya als Països Baixos al juny de 1709. Després de burlar al Mariscal Villars al prendre la ciutat de Tournai el 3 de setembre, els aliats es dirigiren cap a Mons, decidits a mantenir la pressió sense fi sobre els francesos. Amb ordres directes d'un Lluís XIV cada cop més desesperat per salvar la ciutat, Villars avança cap al poble de Malplaquet el 9 de setembre de 1709 i s'atrinxerà. Dos dies després va tenir lloc la batalla. Al flanc esquerre Aliat el Príncep d'Orange, dirigí la seva infanteria holandesa en càrregues desesperades només per ser exterminats. A l'altre flanc, Eugeni atacà i patí un gran nombre de baixes. Però al reforçar els seus flancs Villars va haver d'afeblir el seu centre, permetent l'avanç de Marlborough i que reclamés la victòria. Malgrat això, el cost va ser molt alt: les xifres de les baixes aliades eren aproximadament el doble que les de l'enemic, fent que Marlborough hagués d'admetre "Els francesos s'han defensat millor en aquesta acció que en cap altre batalla que hagi vist". El Duc va prendre Mons el 20 d'octubre; però al seu retorn a Anglaterra els seus enemics van fer servir les xifres de baixes de Malplaquet per sotscavar la seva reputació. Harley, ara senyor del partit Tory, va fer tot el que va poder per convèncer els seus col·legues que els Whigs pro-guerra, i aquells que aparentment estaven d'acord amb la política Whig (Marlborough i Godolphin), estaven portant el país a la ruïna.

#### Final del joc

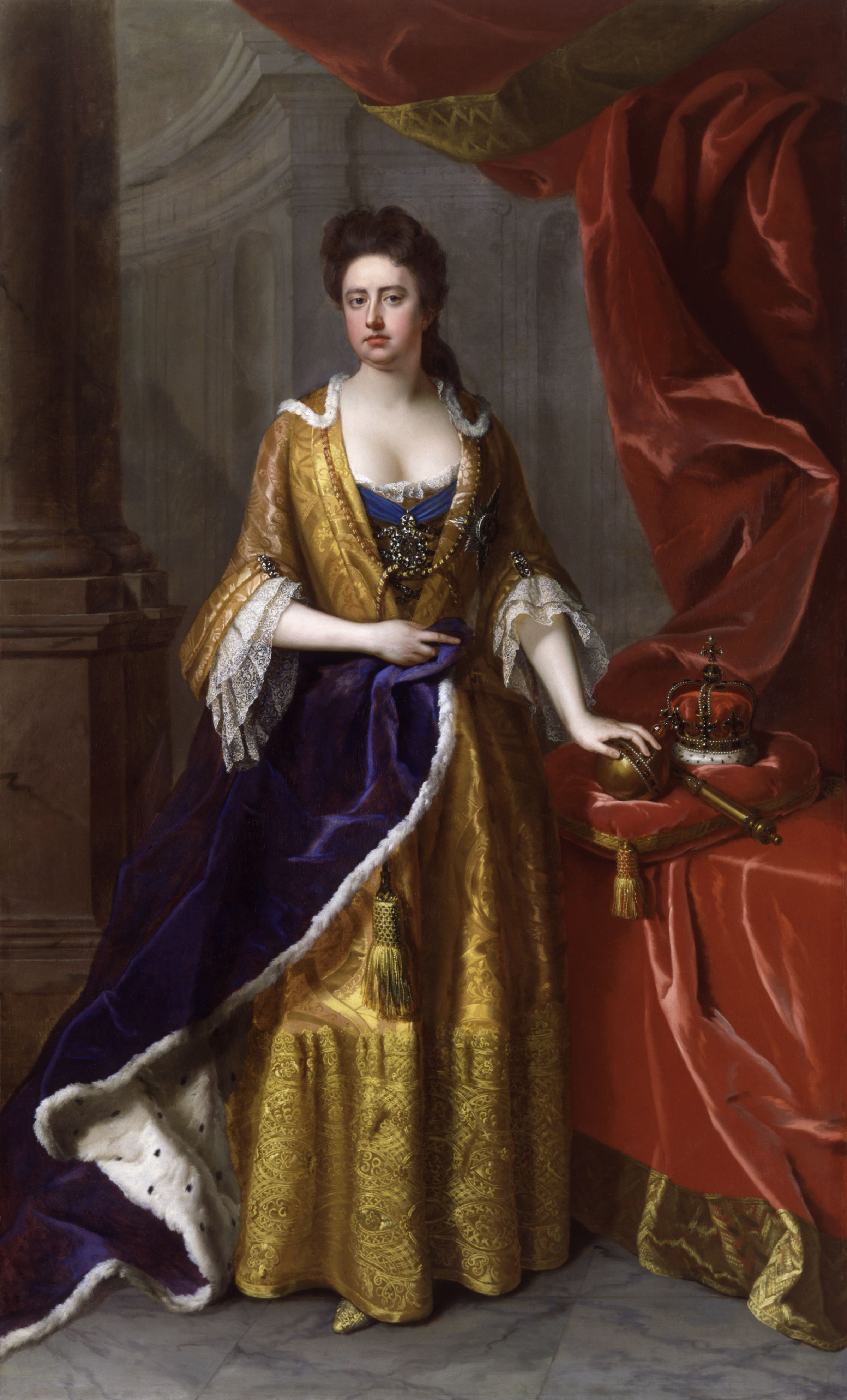
La Reina Anna, per Michael Dahl

Els Aliats confiaven que la victòria en una gran batalla faria que Lluís XIV acceptés les exigències de pau Aliades, però després de Malplaquet, la batalla més sagnant de la guerra, aquesta estratègia va perdre la seva validesa: Villars només havia d'evitar la derrota per haver d'acceptar una pau de compromís que seria inevitable. Al març de 1710 es reprengueren les converses de pau a Geertruidenberg, però de nou Lluís XIV no acceptaria les exigències Whig a retirar el seu net, Felip V, d'Espanya. Públicament Marlborough es mostrava d'acord amb la línia del govern, però en privat tenia seriosos dubtes sobre pressionar als francesos a acceptar una pau deshonrosa.
Tot i que el Duc només era un observador a Geertruidenberg, el fracàs de les negociacions donà arguments als seus detractors conforme estaca prolongant deliberadament la guerra per al seu propi profit. Tot i que no volia, tornà a estar en campanya a la primavera, capturant Douai al juny, abans de capturar Béthune, Saint-Venant, i Aire-sur-la-Lys al novembre. Malgrat això, el suport a la política probèlica dels Whigs s'esfumava en aquells moments. El govern no havia tingut temps per cohesionar-se i per tenir confiança mútua (particularment després de l'afer Sacheverell), quan al juny el pla preparat per Harley per trencar-la va ser portada a la Reina. Sunderland va ser acomiadat al juny, seguit per Godolphin (que s'havia negat a tallar els seus lligams amb Sarah) a l'agost. En seguiren més. El resultat de les eleccions generals de l'octubre va ser una victòria aclaparadora dels Tory, així com una victòria de la política pacifista. Malgrat tot, Marlborough continuà al capdavant de l'exèrcit. Juntament als derrotats, els holandesos, Eugeni i l'Emperador, li demanaren que es quedés en la causa comuna, mentre que els nous ministres, sabent que haurien de portar a terme una nova campanya, li requerien que mantingués la pressió sobre l'enemic fins que fessin els seus preparatius per la pau.
El Duc, molt més prim i alterat, tornà a Anglaterra al novembre. La seva relació amb Anna havia tingut diversos contratemps en els darrers mesos: la Reina s'havia negat a concedir-li el nomenament de Capità General vitalici que li havia demanat, i havia interferit en els nomenaments militars. El dany fet a la posició general de Marlborough va ser substancial perquè era molt visible. Ara, però, la qüestió principal era la Duquessa, car el creixent ressentiment vers Harley i Abigail havien persuadit finalment a la Reina a acomiadar-la. Marlborough visità a Anna el 17 de gener de 1911 en un darrer intent per salvar la seva esposa, però ja no es deixà portà i demanà a Sarah que li tornés la Clau Daurada (el símbol del seu càrrec) en dos dies, advertint-lo "No parlaré de cap altra cosa fins que no tingui la clau."
Tot i aquesta situació, i a la seva salut en declivi, Marlborough tornà a la Haia a la fi de febrer per preparar el que seria la seva darrera campanya, i una de les majors. De nou Marlborough i Villars formaren l'un contra l'altre, aquest cop al sector de Avesnes-le-Comte-Arràs. En un exercici de distracció psicològica brillant i una marxa nocturna secreta que cobrí 40 milles en 18 hores, els aliats penetraren en les preteses inexpugnables línies sense perdre ni un sol home. Marlborough estava en situació per assetjar la fortalesa de Bouchain. Villars, enganyat i superat, no podia intervenir, i la fortalesa es rendí incondicionalment el 12 de setembre. Chandler escriu «L'art purament militar amb el que repetidament Villars va ser burlat durant la primera part de la campanya té pocs iguals en els annals de la història militar… el subseqüent setge de Bouchain amb totes les seves complexitats tècniques, va ser igualment una gran demostració de la superioritat militar.»
Per Marlborough, però, el temps havia passat. Els seus guanys estratègics el 1711 feien virtualment cert que els aliats marxarien sobre París, però Harley no tenia intenció de deixar que la guerra avancés tant i que comprometés els favorables termes aconseguits en les converses secretes anglo-franceses (basades sobre la idea que Felip V seguiria al tron espanyol) que havien tingut lloc durant l'any. Marlborough feia molt que dubtava de la política Whig "Cap pau sense Espanya", però no volia abandonar els seus aliats (incloent l'Elector de Hanover, el presumpte hereu d'Anna), i es posà al costat dels Whigs contra els preliminars de la pau. Les súpliques personals de la Reina (que feia molt que s'havia cansat de la guerra) no van aconseguir convèncer el Duc. L'Elector va fer públic que ell també estava contra les propostes, i públicament es posà al costat dels Whigs. Malgrat tot això, Anna seguí decidida, i el 7 de desembre de 1711 va anunciar que tot i aquells que troben delit en els arts de la guerra, un desdeny cap a Marlborough, el temps i el lloc han arribat per assolir el tractat d'una pau general.

#### Acomiadament
Per evitar una renovació de la guerra a la primavera es considerà essencial substituir Marlborough per un general més d'acord amb els ministres de la Reina i menys en contacte amb els aliats. Per assolir-ho, Harley (fet comte d'Oxford) i St John, primer necessitava presentar càrrecs de corrupció contra el Duc, completant el quadre anti-Whig i anti-guerra que Jonathan Swift ja havia presentat a un públic crèdul mitjançant els seus pamflets, notablement "Conducta dels Aliats" (Conduct of the Allies - 1711). Els mitjans per aconseguir la caiguda de Marlborough havien estat preparats quan el Ministeri va emplaçar una "Comissió Parlamentària per examinar i declarar els comptes públics del Regne", per examinar les presumptes irregularitats durant la guerra.
Es presentaren dues acusacions principals contra Marlborough a la Cambra dels Comuns: primer, l'acusació que durant els 9 anys de guerra havia rebut il·legalment més de £63,000 dels contractistes de transport i pa als Països Baixos; i segon, d'haver agafat el 2,5% de la paga de les tropes estrangeres a sou angles, sumant £280,000. Malgrat les refutacions de Marlborough (reclamant un antic precedent per a la primera acusació, i, per la segona, mostrant una ordre signada per la Reina el 1702 autoritzant-lo a fer deduccions en lloc de lliurar-li diners del servei secret per a la guerra), les troballes van ser prou per Harley per convèncer la Reina que el substituís com a Capità General. El 29 de desembre de 1711, abans que les acusacions haguessin estat examinades, Anne, que li devia l'èxit i la glòria del seu regnat, li envià una carta d'acomiadament: Ho lamento però pel teu propi bé els motius s'han fet públics la qual cosa fa que et faci saber que és impossible que continuïs al meu servei. Els Tory dominaven el Parlament amb una substancial majoria, celebrant que «l'apropiació de grans quantitats de diners anualment pel Duc de Marlborough del contractista del pa i dels carros… ha estat injustificada i il·legal«, i que el 2,5% deduït de la paga de les tropes estrangeres «són diners públics i han de ser comptabilitzats».< Quan el seu successor, el Duc d'Ormonde, abandonà Londres per marxar cap a la Haia per prendre el comandament de les tropes britànics, el bisbe Gilbert Burnet va advertir que «va amb les mateixes atribucions que darrerament han estat votades com a criminals pel Duc de Marlborough».
Els Aliats van quedar bocabadats per l'acomiadament de Marlborough. Els francesos, en canvi, s'alegraren de la retirada del principal obstacle per a les converses anglo-franceses. Harley i St John no tenien cap intenció de deixar que el nou Capità-General emprengués cap acció, i van donar a Ormonde unes ordres de manteniment al maig, prohibint-li que usés tropes angleses en cap acció contra els francesos; un pas infame que arruïnà la campanya d'Eugeni a Flandes. Marlborough continuà fent saber les seves opinions, però tenia problemes: atacat pels seus enemics i per la premsa del govern; amb la seva fortuna en perill i el Palau de Blenheim encara sense acabar i curt de diners; i amb Anglaterra dividida entre les faccions Jacobita i Hanoveriana, Marlborough pensà que seria sensat abandonar el país. Després d'assistir al funeral de Godolphin el 7 d'octubre, marxà a l'exili voluntari al continent l'1 de desembre de 1712.

### Retorn del favor

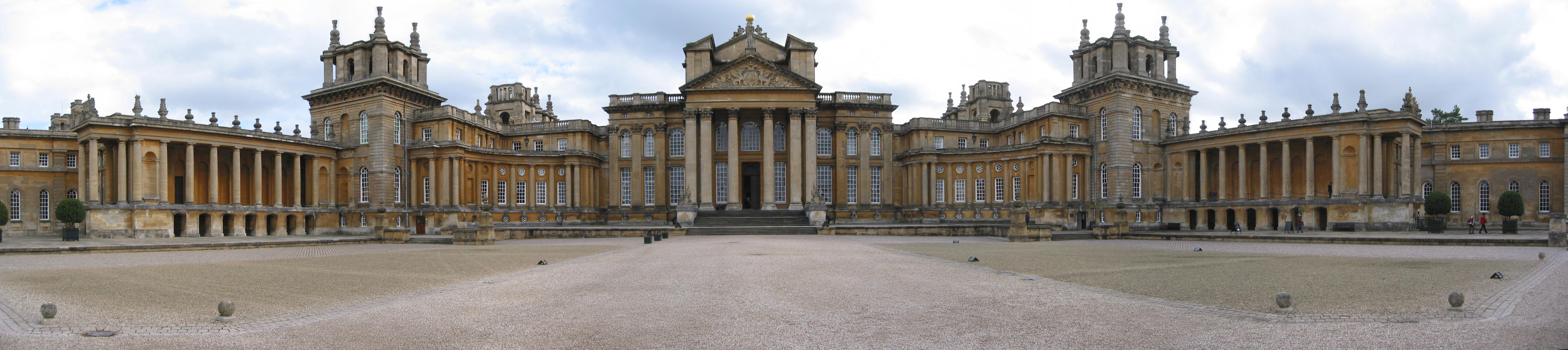
El Palau Blenheim, de John Vanbrugh. Iniciat al 1705, però plagat de problemes financers, aquesta «pila de pedres», com la duquessa l'anomenava amb ressentiment, va ser finalment completada al 1733.

Marlborough va ser benvingut i celebrat a totes les corts europees, on no només era respectat com un gran general, sinó que també com un príncep del Sacre Imperi Romanogermànic. Sarah se li uní al febrer de 1713, i va alegrar-se quan, en arribar a Frankfurt a mitjans de maig, les tropes sota el comandament d'Eugeni mostraven els seus respectes al seu antic comandant com si encara ocupés el càrrec. El Duc també viatjà fins al seu principat de Mindelheim que estava destinat, com suposava, a tornar a Baviera al final de les negociacions de pau.
Durant els seus viatges, Marlborough seguí en contacte amb la cort electora de Hanover, decidit a assegurar una successió hanoveriana sense sang a la mort d'Anna. També va mantenir correspondència amb els Jacobites. L'esperit de l'època no va afectar la contínua amistat amb el seu nebot, el Duc de Berwick, el fill il·legítim de Jaume II i Arabella. Però aquestes assegurances contra una restauració Jacobita, que tenia lloc des dels primers anys de Guillem III, sense importar quant fossin de sinceres, va fer agitar les suspicàcies dels Hanover, i potser van provocar que no ocupés el primer lloc als consells del futur Jordi I.

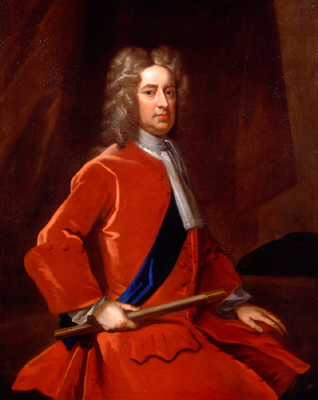
Marlborough per Enoch Seeman. Aquest darrer retrat mostra a Marlborough durant el seu retir, possiblement entre 1716/17, després del seu infart.

Els representants de França, la Gran Bretanya i la República Holandesa van signar el Tractat d'Utrecht l'11 d'abril de 1713; mentre que l'Emperador i els seus aliats alemanys, incloent l'Elector de Hanover, continuaren la guerra abans d'acceptar l'acord general de l'any següent. El tractat marcà l'emergència britànica com a gran potència internacional. A nivell domèstic, però, el país seguí dividit entre els Whig i els Tory, les faccions Jacobita i Hanoveriana. Ara Oxford i St John (vescomte Bolingbroke des de 1712) absorts completament per la seva enemistat pública i les seves trifulques polítiques, havien destruït el govern Tory. Marlborough estava ben informat del que succeïa mentre que es trobava a l'exili i continuà com una poderosa figura a l'escena polícia, almenys perquè l'adhesió personal de la Reina continuava. Després de la mort de la seva filla Elizabeth a causa de la verola al març de 1714, Marlborough contactà amb la Reina. Tot i que el contingut de la carta és desconegut és possible que Anna el cridés de nou. Fos com fos, sembla que s'arribà a un acord per restaurar al Duc en els seus anteriors càrrecs.
El període de domini d'Oxford havia arribat al final, i Anna s'inclinà cap a Bolingbroke i Marlborough perquè assumissin les regnes del govern i asseguressin una successió. Però sota el pes de l'hostilitat la salut de la Reina, ja fràgil, es deteriorà ràpidament i, l'1 d'agost de 1714, el dia en què Marlborough tornà a Anglaterra, ella va morir. El Consell Privat proclamà a l'Elector de Hanover Rei Jordi I d'Anglaterra. Els Jacobites es van trobar incapaços d'actuar, triomfant el que Daniel Defoe anomenà la "solidesa de la constitució"; i els regents escollits per Jordi prepararen la seva arribada. L'ascens no presagiava res de bo pels "homes d'Utrecht" (Bolingbroke i Oxford). Bolingbroke marxà cap a França, mentre que Whigs venjatius perseguiren a Oxford fins a la Torre. En canvi, Marlborough va ser rebut amb una gran cordialitat. El nou rei, però, no havia oblidat els seus flirteigs amb Saint-Germain, i no tenia intenció de nomenar-lo per cap càrrec, llevat dels militars. El nomenà de nou Capità General, Senyor General de l'Ordenament i Coronel del 1r Regiment de Guàrdies a Peu, fent que Marlborough tornés a ser una persona d'influència i respecte a la cort.
El retorn del favor del Duc sota la Casa de Hannover li permeté presidir la revolta Jacobita de 1715 des de Londres (to i que va ser el seu antic assistent, Cadogan, qui dirigí les operacions). Però la seva salut era dolenta, i el 28 de maig de 1716, poc després de la mort de la seva filla Anna, comtessa de Sunderland, patí un infart a Holywell House. Al novembre va patir un nou infart, aquest encara més sever. El Duc es recuperà, quedant-li una afectació a la parla, i recuperant-se suficient per cavalcar per veure els treballs al palau de Blenheim i per assistir a la Cambra dels Lords per votar la destitució d'Oxford.

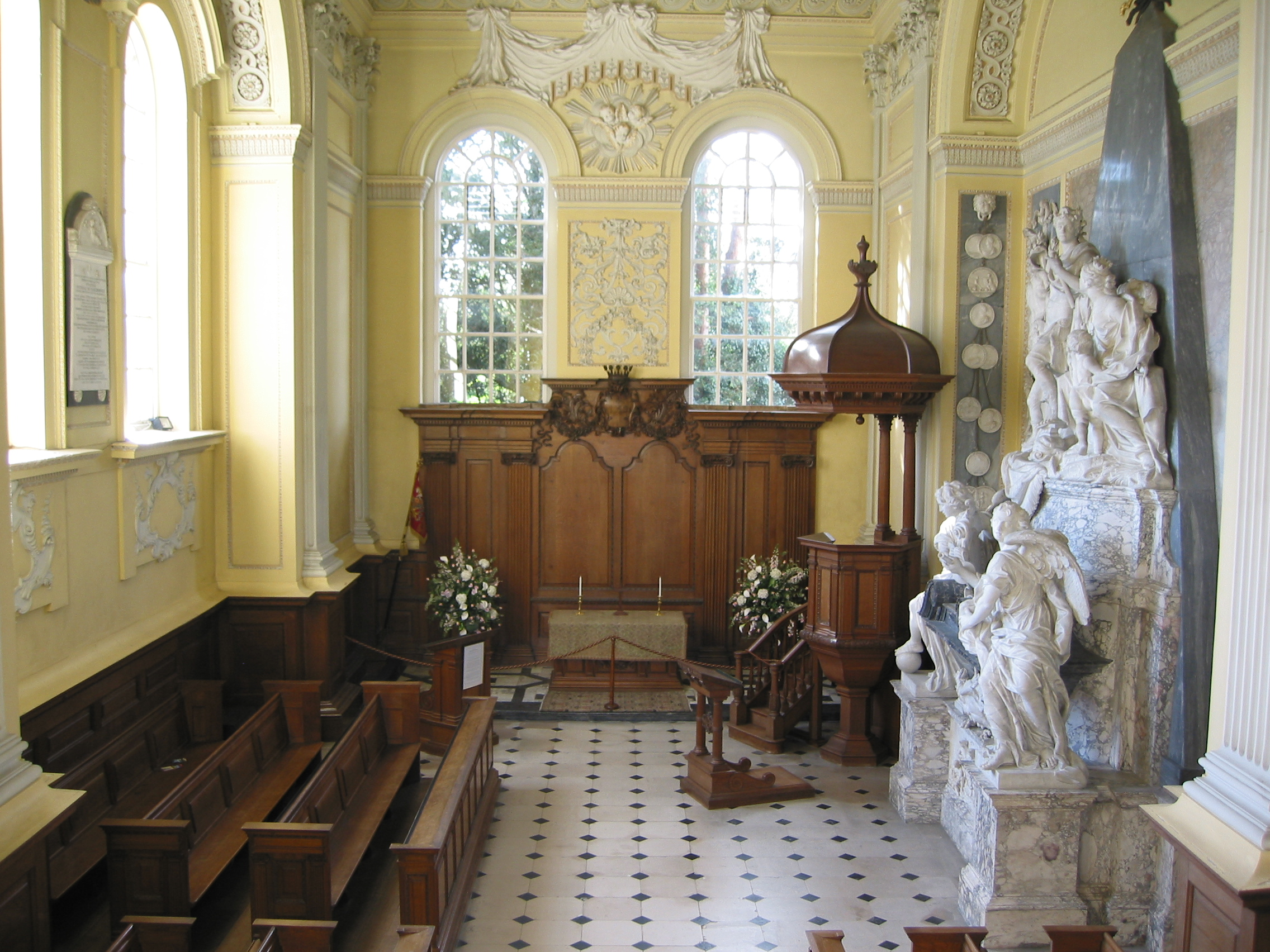
Sepulcre dels Ducs a la capella de Blenheim Palace

El 1719 els Ducs van poder traslladar-se a l'ala est del seu palau inacabat, però Marlborough només va poder-lo gaudir 3 anys. Mentre que vivia a Windsor Lodge patí un nou infart al juny de 1722, poc després del seu 72è aniversari, morint finalment el 16 de juny. Va ser enterrat inicialment a la volta oriental de la capella d'Enric VII de l'Abadia de Westminster, però seguint les instruccions que deixà Sarah, que va morir el 1744, va ser traslladat al seu costat a la capella de Blenheim.

## Valoració
Per als historiadors militars David Chandler i Richard Holmes, Marlborough és el major comandant britànic de la història, una afirmació compartida per d'altres, incloent el Duc de Wellington, qui afirmà que no puc concebre ningú major que Marlborough al capdavant d'un exèrcit anglès. Però l'historiador Whig, Thomas Macaulay, denigra a Marlborough a les pàgines de la seva History of England, qui segons l'historiador John Wilson Croker, persegueix al Duc amb més ferocitat que no pas sagacitat, com un gos. Macaulay adoptà aquesta lectura desfavorable de Marlborough directament de Swift i dels pamfletistes Tory de la darrera part del regnat d'Anna. D'acord amb George Trevelyan, Macalulay «instintivament desitjava fer el geni de Marlborough sembles brillant contra el rerefons de la seva vilania». Va ser en resposta a la History de Macaulay que Winston Churchill va escriure la seva obra en sis volums Marlborough: His Life and Times, publicat entre 1933 i 1938.
Marlborough era despietadament ambiciós, implacable en la persecució del poder, la riquesa i l'ascens social, la qual cosa li va fer valer una reputació d'avar. Aquests trets poden haver estat exagerats amb els propòsits de la facció de partit però, com afirma Trevelyan, gairebé tots els estadistes d'aquella època es dedicaven a fundar famílies i a acumular finques a expenses del poble; Marlborough només diferí en que donà molt més valor al reconeixement que als diners. En aquesta recerca per la fama i els interessos personals podia no tenir escrúpols, com així ho demostra la seva deserció de Jaume II. Segons Macaulay això és vist com una mostra de la seva traïció egoista contra el seu senyor; una anàlisi compartida per G. K. Chesterton: «Churchill, com per afegir quelcom ideal per a la seva imitació de l'Iscariot, va anar a Jaume amb una professió d'amor i lleialtat... i després tranquil·lament lliurà l'exèrcit a l'invasor». Per Trevelyan, el comportament de Marlborough durant la revolució de 1688 va ser un signe de la seva «devoció a les llibertats d'Anglaterra i a la religió protestant». Però, la seva posterior correspondència amb Saint-Germain no va ser noble. Tot i que Marlborough no volia una restauració Jacobita el seu doble joc va fer que Guillem III i Jordi I no estiguessin mai disposats a confiar plenament en ell.<

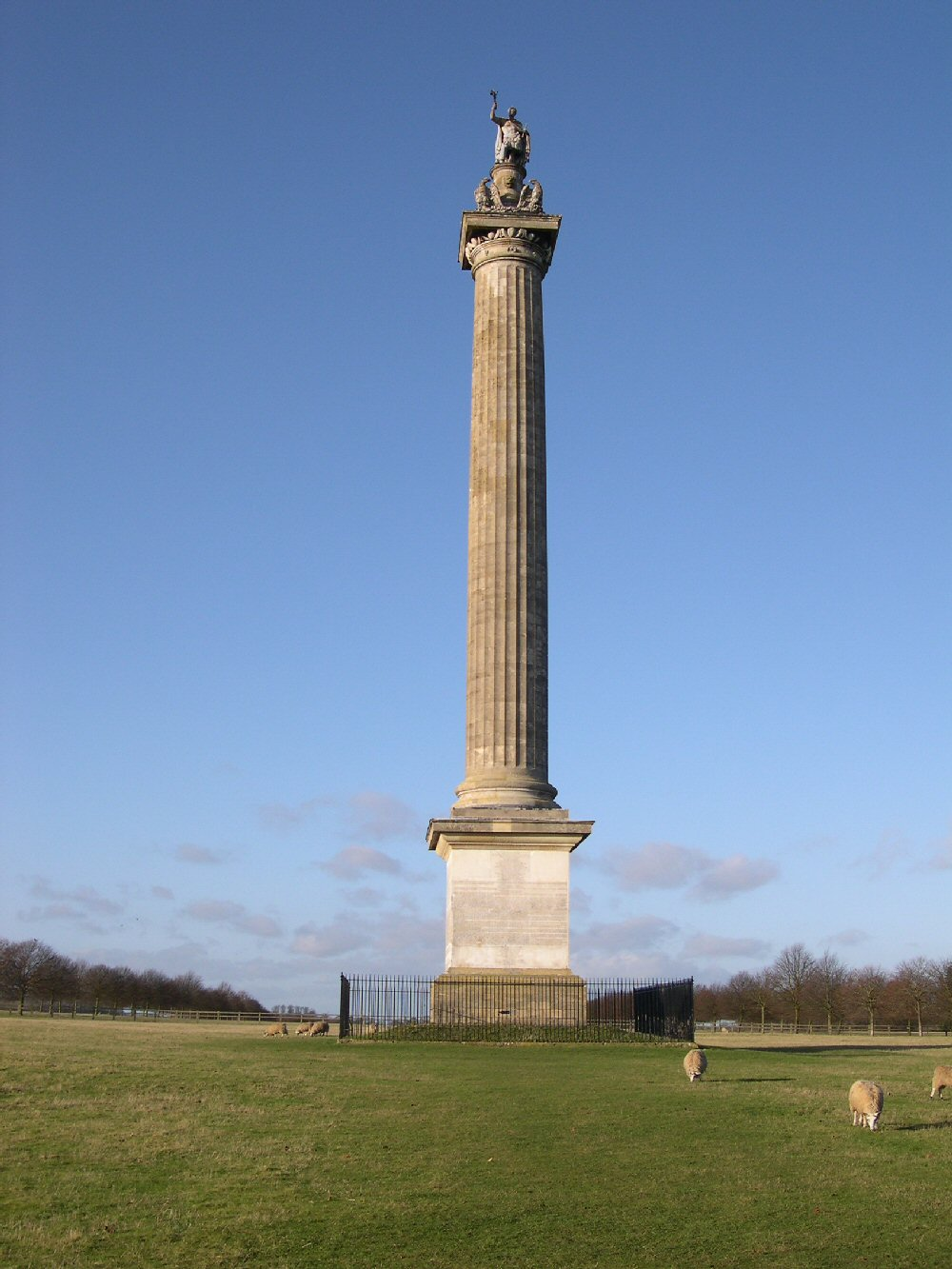
La Columna de la Victòria Blenheim a la finca Blenheim, Oxfordshire

La feblesa de Marlborough durant el regnat d'Anna estava a l'escena política anglesa. La seva determinació a preservar la independència de l'administració de la Reina del control de la facció del partit gaudí del suport absolut, però un cop el favor reial s'inclinà cap a un altre costat, el Duc, igual que el seu aliat Godolphin, es trobà totalment aïllat; primer convertint-se en poc més que un servidor dels Whigs, després en una víctima dels Tories.

### Capità General
Com a gran estrateg Marlborough tenia un coneixement poc habitual de les àmplies qüestions relacionades, i era capaç des de l'inici de la guerra de Successió Espanyola de veure el conflicte en tota la seva dimensió. Va ser un dels pocs que treballà cap a una genuïna unitat cap a la Gran Aliança, però l'extensió de la guerra amb l'objectiu de substituir Felip V com a rei d'Espanya va ser un error fatal. Marlborough ha estat acusat, possiblement per motius polítics i diplomàtics, de no mostrar els seus dubtes privats sobre el fracàs de reforços. Espanya es demostrà un drenatge continuat d'homes i recursos, i finalment obstaculitzà les seves oportunitats d'un èxit absolut a Flandes, el teatre principal de la guerra. Els Aliats van tenir a tocar en diverses ocasions una victòria completa, però les condicions cada cop més severes imposades sobre Lluís XIV evitaren un final proper de les hostilitats. Tot i que el Duc va perdre la seva influència política en les darreres etapes de la guerra encara tenia un gran prestigi arreu, tot i que el seu fracàs per comunicar les seves conviccions més profundes als seus aliats o als seus caps polítics significà que havia d'assumir alguna responsabilitat per la continuació de la guerra més enllà de la seva conclusió lògica.
Com a comandant, Marlborough preferia la batalla sobre una guerra lenta de setges. Recolzat per un estat major expert (en particular pels seus aides-de-camp triats amb molta cura, com Cadogan), així com per una relació personal propera amb el talentós comandant Imperial, el Príncep Eugeni, Marlborough demostrà una visió de futur, sovint molt més lluny en les seves concepcions que els seus contemporanis, i era un mestre senyalant les característiques dels seus enemics en batalla. A Marlborough li agradava més la maniobra que als seus adversaris, i era millor en mantenir el tempo operatiu en els moments crítics, encara que el Duc ho qualificava més com una gran pràctica dins de les limitacions de la guerra a inicis del segle xviii, més que un gran innovador que redefinís radicalment la teoria militar. Malgrat això, la seva predilecció pel foc, el moviment i els atacs de totes les armes, estaven a l'arrel dels seus grans èxits al camp de batalla.
Com a administrador Marlborough també es demostrà sense igual; la seva atenció pel detall va fer que les seves tropes rarament no tinguessin subministrament (quan el seu exèrcit arribava al seu destí estava intacte i en plenes condicions per lluitar). La seva preocupació pel benestar del soldat comú juntament amb la seva habilitat per inspirar confiança i seguretat, i la seva voluntat per compartir els perills del combat, va fer que els seus homes l'adulessin: el món sap que no es pot fer un home amb més humanitat, observà el caporal Matthew Bishop. Va ser aquesta àmplia gamma de qualitats el que va fer destacar a Marlborough. Fins i tot els seus antics adversaris reconegueren les qualitats del duc. A les seves Cartes sobre l'Estudi de la Història (1752), Bolingbroke afirmà: «Tinc plaer per aquesta oportunitat de fer justícia cap a aquest gran home… [la memòria del qual] com el major general, i com el major ministre que el nostre país, o potser qualsevol altre hagi fet, honoro.» El seu èxit va ser possible gràcies a les seves reserves enormes d'energia, força de voluntat i autodisciplina; la seva capacitat per mantenir l'Aliança contra França van fer possibles les seves victòries, no pot ser subestimada. Com a descendent directe, Winston Churchill va declarar: «Comandà els exèrcits d'Europa contra França durant deu campanyes. Lluità quatre grans batalles i diverses accions importants… Mai no lluità una batalla que no podia guanyar, ni assetjà una fortalesa que no podia conquerir… Sortí de la guerra invencible.» Cap altre soldat britànic mai ha portat al damunt un pes tan gran ni variat de responsabilitat.

## Armes de John Churchill, 1r Duc de Marlborough

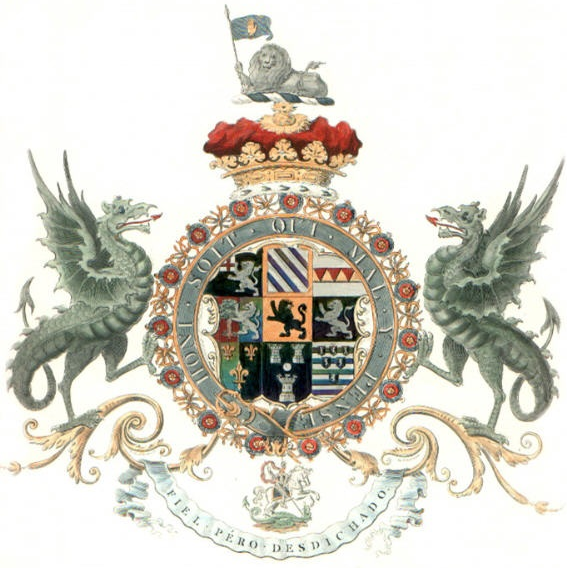
Armes del 1r Duc de Marlborough

L'escut heràldic mostrat és segons la descripció feta per Thomas Robson a British Herald.
- Timbre: Dos timbres: primer una corona ducal en or; segon, un lleó estirat sostenint una bandera
- Borlet: Argent i Sable
- Elm: corona ducal
- Escussó: En quarters; primer i quart, un lleó rampant en argent sobre sable amb un cantó sobre el primer amb una creu en gules; segon i tercer, en quarters; primer i quart, atzur i gules en el segon i tercer, una greca en or; sobretot, en una banda sable tres veneres en el primer per "Spencer"; en cap, un escut de pretensió de plata amb una creu en gules en un escut atzur amb 3 flors de lis.
- Suports: Dos víbries en plata amb les ales esteses,
- Lema: Fiel péro desdichado
- Ordes: Cavaller Company del Molt Noble Orde de la Lligacama